# ミャンマー内戦
ミャンマー内戦（ミャンマーないせん、ビルマ語: မြန်မာနိုင်ငံပြည်တွင်းပဋိပက္ခများ）もしくはビルマ内戦は、ミャンマー（ビルマ）国内における、継続中の内戦である。1948年のビルマ連邦独立当初に勃発した、ビルマ共産党（CPB）およびカレン民族同盟（KNU）の蜂起がその嚆矢であり、ウー・ヌ政権および1962年にクーデターを介して成立したネ・ウィン政権はこれに対して有効な手立てを打つことができなかった。8888民主化運動の弾圧を経て成立したタンシュエ政権は、同時期におこったCPBの分裂を利用するかたちで多くの反政府勢力と停戦協定を結ぶことに成功した。テインセイン政権時代の2015年には全国停戦合意が締結されるもその後の進展は鈍く、2021年にミンアウンフライン国軍最高司令官がアウンサンスーチー政権を転覆させて以降は戦況が悪化している。

## 背景

### イギリスによるビルマ統治

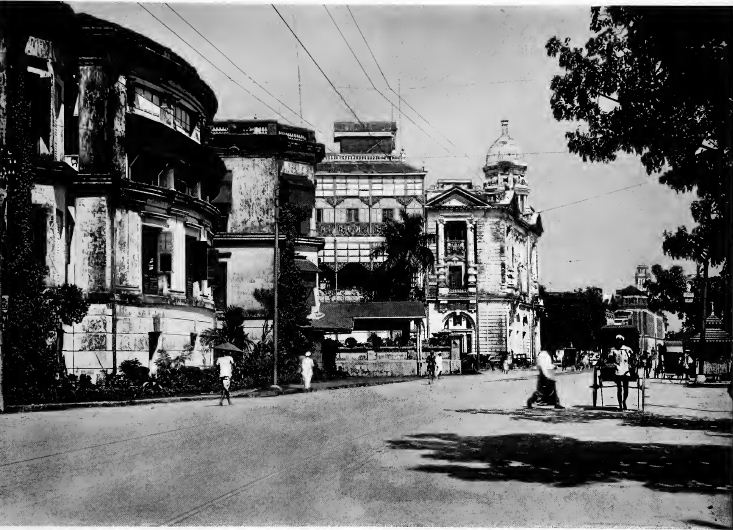
ラングーン市街（1900年）

1885年11月、それまでビルマを支配していたコンバウン朝は第三次英緬戦争に敗れ滅亡し、同地域はイギリス領インド帝国ビルマ州として大英帝国の版図に置かれることとなった。イギリス政府は植民地統治の枠組みとして、国勢調査のもと、ビルマの民族の文化の違い、境界線、居住区を明確にした。植民地政府はビルマ族が住む平野部を「管区ビルマ」（英語: Ministerial Burma）、少数民族が多く住む山岳部を「辺境地域」（英語: Excluded areas）として分離した。
前者の管区ビルマにおいては、インド総督の任命するビルマ州知事が直接統治をおこない、首都ラングーンに置かれた植民地政庁を中心に、管区から村落までがトップダウン式に管理される官僚的支配が貫かれた。これにともない、王朝時代の政体は一切が廃止された。一方で、後者の辺境地域、すなわち東部のカレンニー族、東北部のシャン族、北部のカチン族、北西部のチン族をはじめとする少数民族が住む丘陵・山岳地帯は、間接統治の対象となった。シャン・カレンニー地域ではツァオパー（saohpa）ないしソーブワー（sawbwa）とよばれる在地首長の権威が認められたほか、カチン・チン・ナガといったその他の少数民族の住む地域でも首長の地位が温存された。辺境地域には厳しい移動制限がくわえられ、両地域の意思疎通はほとんど不可能であった。この政策は、独立国家としてのビルマの国民統合に悪影響を与え、またビルマ族を軽視して、カレン族、カチン族、チン族を重用していたイギリス植民地軍の構成や、やはりビルマ族より少数民族を重用していた行政機構の構成も、のちの民族同士の対立の火種になったと言われている。

### 日本によるビルマ統治

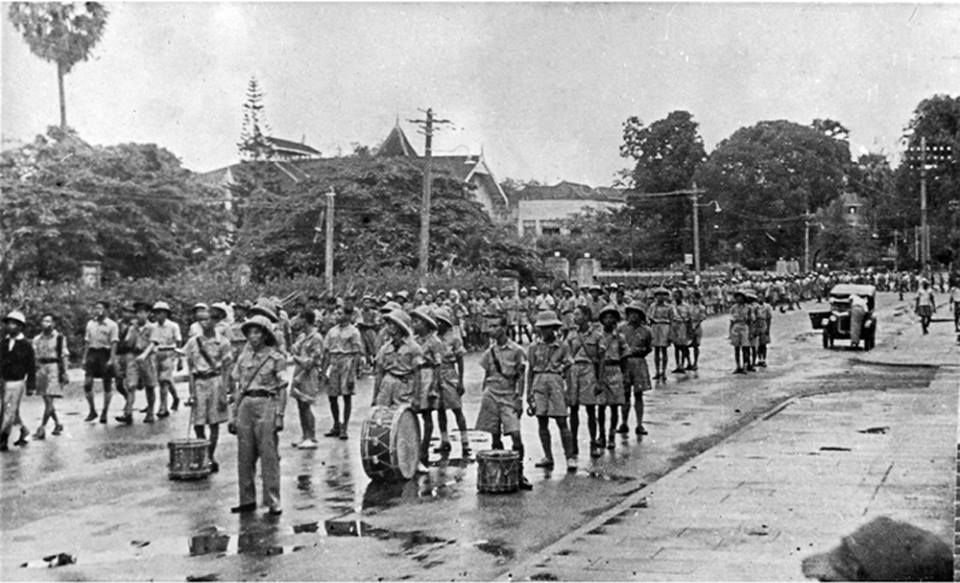
ラングーンに入城するビルマ独立義勇軍（1942年）

1942年の日本軍によるビルマ侵攻を通して、ビルマの覇権はイギリスから日本に移り変わった。これに際して、日本軍が支援したのが、ビルマ族中心の独立勢力である、タキン党こと「われらビルマ人連盟」である。1930年代頃に成立した同組織は、イギリス植民地当局との直接対決を通じた完全独立を目指し、盛んに反英運動をおこなっていた。この組織には、のちにビルマの独立を主導するタキン・アウンサンも参加していた。1941年、日本軍のビルマ謀略機関である「南機関」を率いる鈴木敬司は彼を説得した後、タキン党員のいわゆる「30人の同志」に軍事訓練を施した後、ビルマ独立義勇軍（BIA、のちにビルマ防衛軍、ビルマ国民軍、ビルマ愛国軍と名称を変更）を設立させた。BIAは日本軍のビルマ攻略に参与し、1943年には日本の強い影響の下、バー・モウを首相とする、形式上の独立国である「ビルマ国」が成立した。
しかし、日本軍が事前に約束していたビルマの独立を反故にしたことで、タキンらビルマの民族主義者の間では不満が募った。アウンサンやネ・ウィンは、BIAを再編したビルマ防衛軍（BDA）に参加しつつ、密かに抗日蜂起の準備を進めた。反英主義者だったバースエ、チョーニェインらの人民革命党（PRP、のちのビルマ社会党）はビルマ国で役職に就きつつ、BDAとの関係も維持して、時機を待った。一方、徹底した抗日を主張していたタキン・ソーも、獄中にあった1941年にタキン・タントゥンとともに、ファシズム勢力（日本）との対決のためイギリスと一時的に協力することを主張するインセイン宣言（英語: Insein Manifesto）を発表し、地下に潜ってエーヤワディー地方域で抵抗運動を組織し、1944年1月、有名無実化していたビルマ共産党（CPB）を再興した。一方、タントゥンはビルマ国の土地・農業大臣を務めながらCPBに協力し続けた。
一方、連合軍は日本の支配が及ばないビルマの辺境地域で、少数民族の若者を集めて抗日抵抗組織を組織していた。イギリス軍は、ラカイン、チン丘陵地帯、ナガ丘陵地帯でVフォースを、カチン州でカチン族を、カレン州でカレン族を集めてフォース136を結成した。特にカレン族のフォース136は、エーヤワディー地方域と東部丘陵地帯のカレン族を合わせて、約1万6,000人の兵力を擁し強力だった。アメリカ軍もカチン州のフーコン渓谷で中国系ビルマ族の部隊を結成した。しかしその際、連合軍は、ビルマ族を「裏切り者」と罵り、日本軍を追放したあかつきには各民族に政治的独立を認めると暗に示唆したことで、独立後の内戦の種を蒔いたとも言われる。

### AFPFLの発足から独立まで

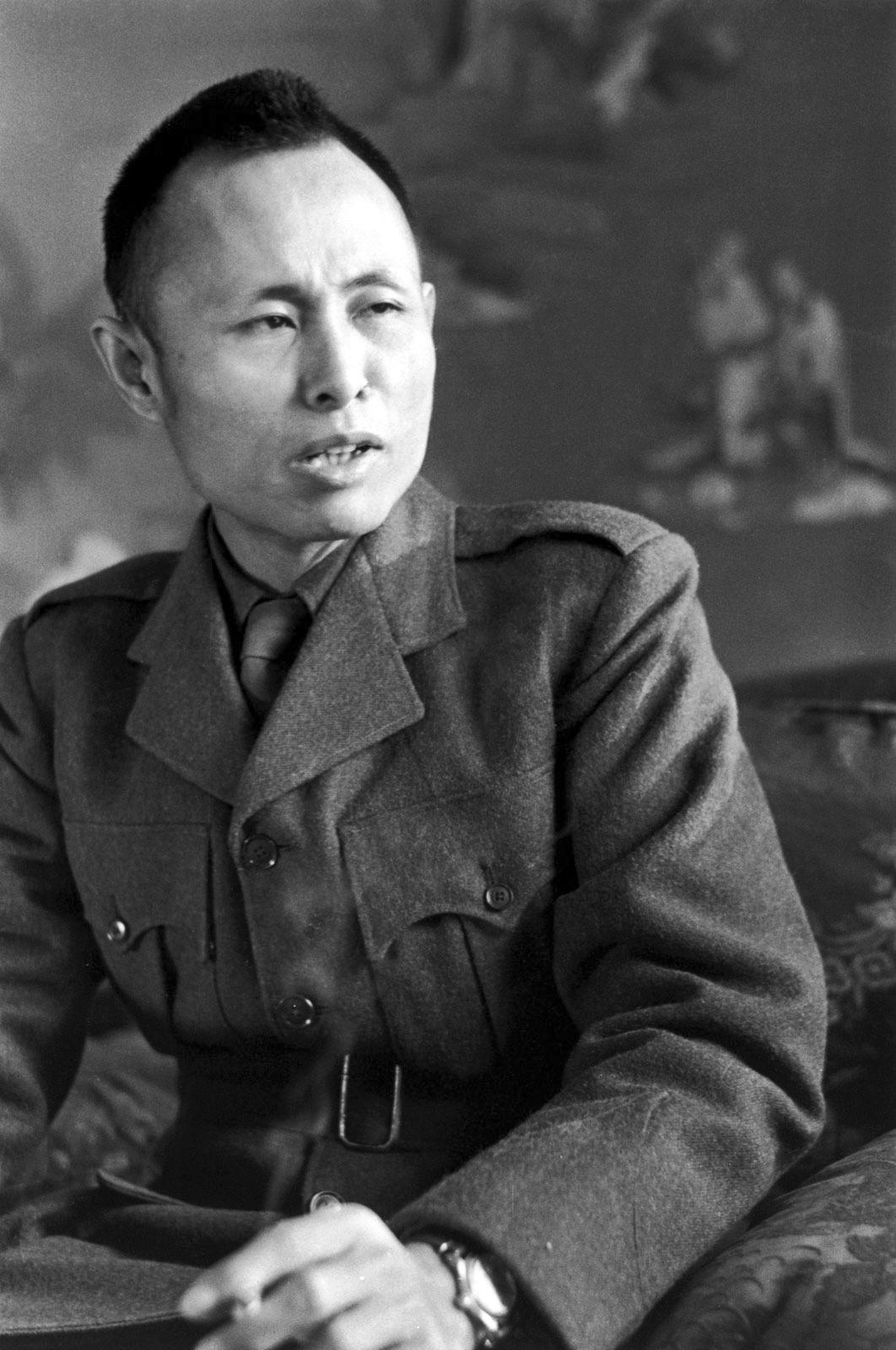
アウンサン

インパール作戦の失敗により日本軍の劣勢が決定的となった1944年8月、ビルマ国の国防大臣をつとめていたアウンサンは、これ以上の対日協力に意味はないと判断し、ビルマ国民軍（BNA）、CPB、PRPの3勢力を結集して反ファシスト人民自由連盟（AFPFL、当初の名称は、反ファシスト機構《AFO》）を結成した。1945年3月27日、AFPFLは抗日蜂起を開始し、同年5月1日、ヤンゴンは解放され、数か月後、日本軍はビルマから完全撤退した。
その後、アウンサンは、戦後のビルマのあり方についてイギリスと交渉を開始した。隣接するインドで独立運動が激化していてビルマにかまっている余裕がなかったイギリスは大幅に譲歩し、1947年1月27日、アウンサンと当時の英首相・クレメント・アトリーとの間でアウンサン＝アトリー協定（英語: Aung San-Attlee Agreement）が調印され、「管区ビルマと辺境地域を統合した1年以内のビルマの完全独立ないし自治領化」が確認された。同年2月12日にはアウンサンと少数民族の代表によりパンロン協定が締結され、カチン州、シャン州、カレンニー州、チン特別区の設置とシャン州、カレンニー州の10年後の連邦離脱権を認めることを条件に、全ミャンマーが1つの連邦国家として独立することが採択された。しかしこの会議には管区ビルマに住んでいたカレン族、カレンニー族はオブザーバー参加に留まり、その他の民族は招待すらされず、禍根を残した。
このような国家の枠組みとは別に、軍のあり方についても両者の間で話し合われた。1945年9月6日・7日、スリランカのキャンディで会議が開かれ、両者の間で、ビルマ族中心のビルマ愛国軍（PBF）とカレン族、カチン族、チン族などの少数民族中心の英植民地軍を統合した、約1万2千人の兵力を擁するミャンマー軍（以下、国軍）を設立する協定が結ばれた。しかしこれは出自も民族構成も違う部隊を1つの軍隊に押し込むもので、「長期的には持続不可能」（M.P.キャラハン）なものであった。またPBFから国軍に採用された者はわずか5,200人で、残りはアウンサンの私兵部隊・人民義勇軍（PVO）に再編されたが、アウンサンの死後は統制が取れなくなり、約10万人にも膨れ上がった。また国軍内にもPVO内にもCPBに共感するか否かで対立があった。そして国内には日本軍やイギリス軍が残していった兵器で溢れていた。

## 独立時のビルマ共産党及び少数民族武装勢力の蜂起

### 独立時の反乱
1948年1月4日、ビルマ連邦は独立した。しかしその直後の1948年4月2日、CPBが武装蜂起し、同年、カレン民族同盟（KNU）も反乱を起こし、国軍のカレン族兵士や国軍・PVOのCPBシンパも離反した。翌1949年にはカレンニー州やモン州でも小規模な武装組織が結成され、ラカイン州北部ではムスリムのムジャーヒディーンの乱が起きた。また同年、中国国内から国共内戦に敗れた中国国民党（KMT、泰緬孤軍）軍がシャン州に逃れてきて、CIAの支援を受けつつ、現地の少数民族と結託して当地を占拠した。パンロン協定で一定の地位が認められたカチン族、チン族、シャン族は、中央集権的なウー・ヌ政権に不満があったものの、恩義を感じて、当初は国軍側に加勢していたが、それでも、第二次世界大戦の英雄で、国軍の第1カチン・ライフル部隊を率いていたノー・センは、同じキリスト教徒のカレン族と戦うことをよしとせず、カレン族側に寝返った。

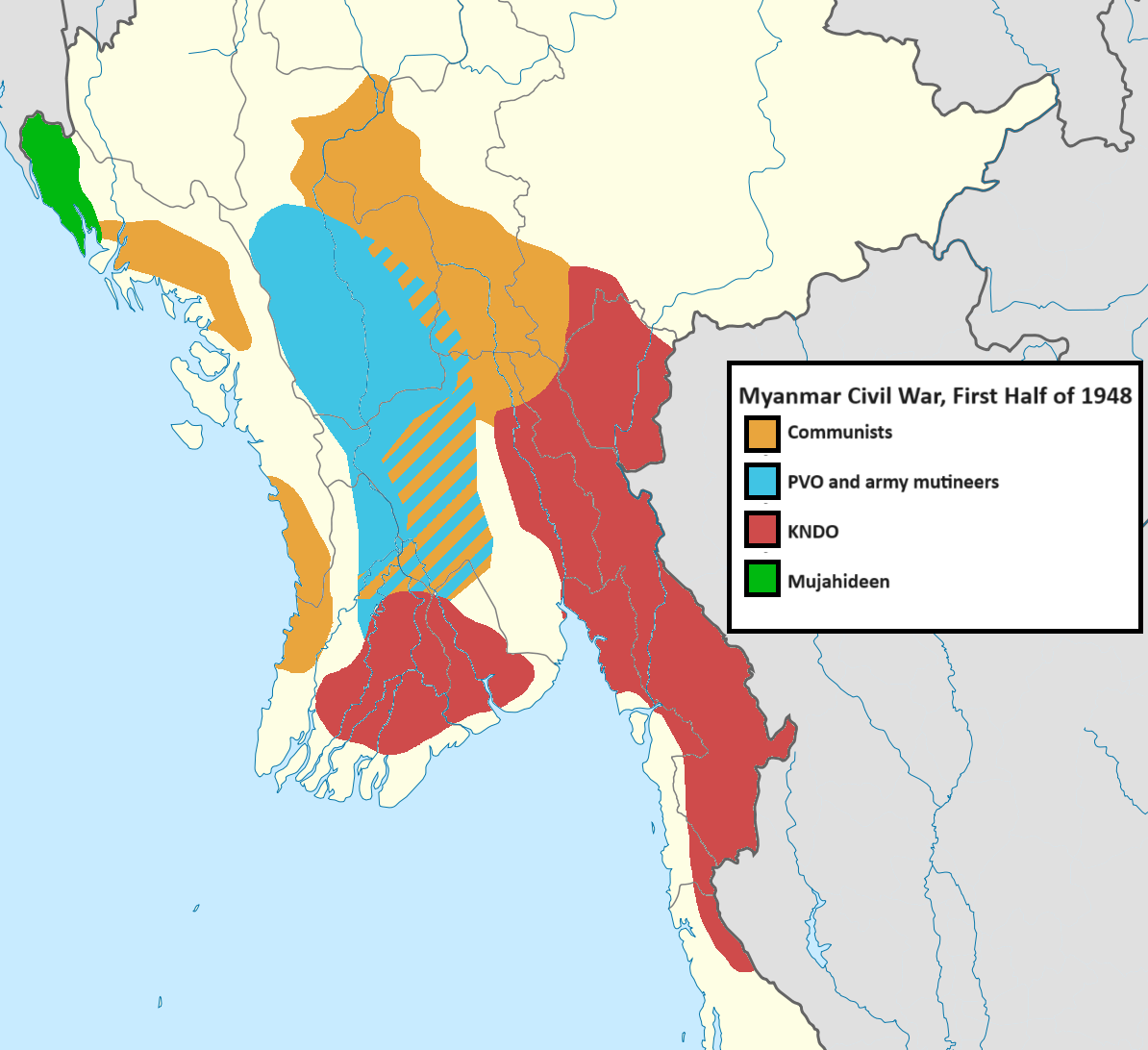
戦局図（1948年）。この図からわかるとおり、独立直後の反乱の主要アクターは、CPB、PVO、KNUだった。

この事態に対して、ウー・ヌは陸軍参謀総長（国軍総司令官）のスミス・ダン以下カレン族の将校・兵士を全員解雇し、後任にネ・ウィンを据えた。ネ・ウィンが最高司令官になった時点で、国軍兵士の半分が反乱を起こし、兵器の半分が失われ、反乱軍が計3万人以上の兵力だったのに対し、国軍はわずか2千人の兵力しかなく、国土の75％が反乱軍の手に落ちていたと言われる。ウー・ヌ政権はラングーン周辺の半径10km以内のみを実効支配するだけで、ビルマ政府ならぬ「ラングーン政府」と揶揄された

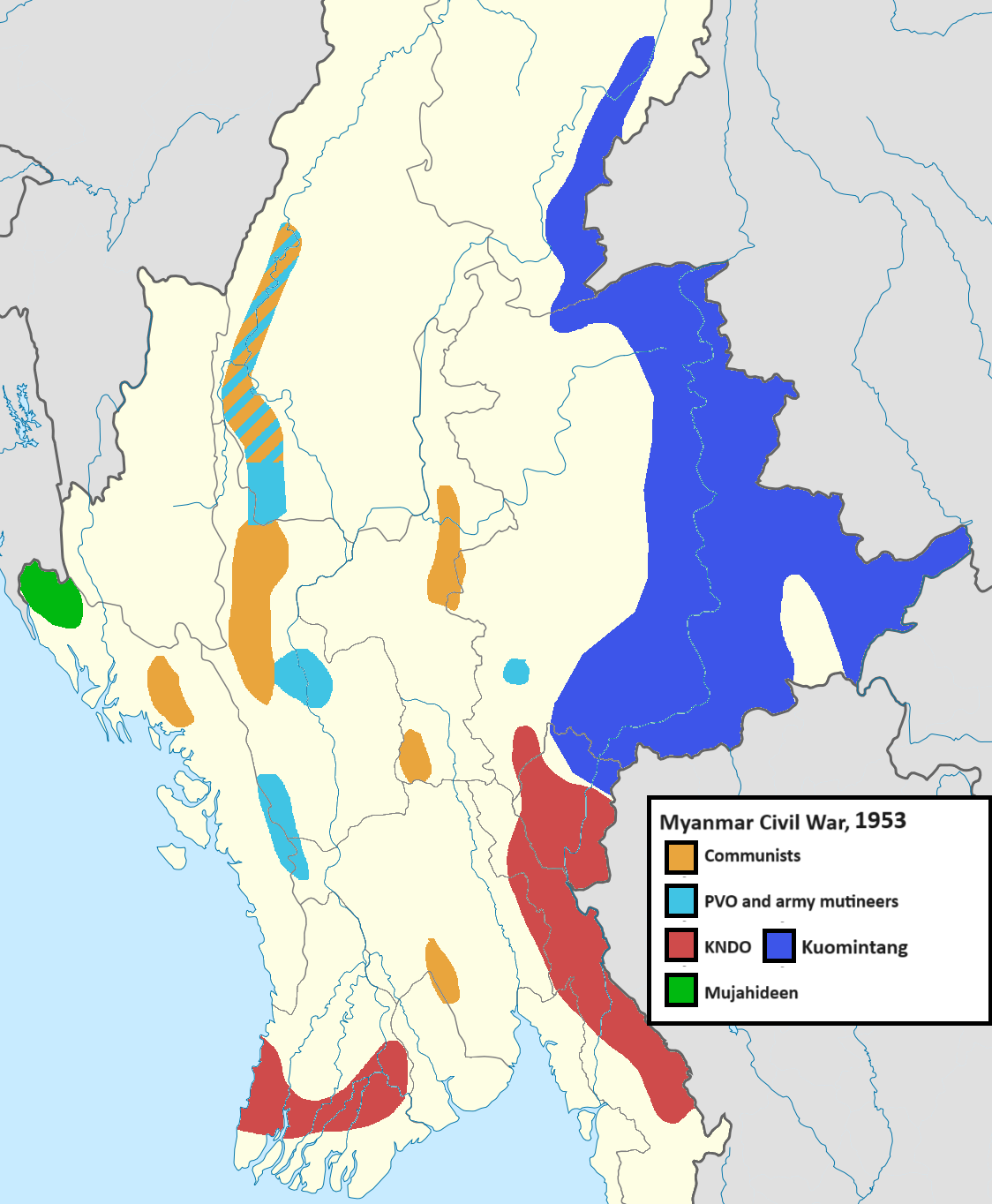
戦局図（1953年）。CPB、PVO、KNUの領土が縮小し、国民党軍の領土が拡大しているのがわかる。

ネ・ウィンはカレン族将校の他、親英派、忠実でない将校などの多くの同僚を排除して、その後釜に自身が隊長を務めていた国軍第4ビルマ・ライフル部隊出身者を据えた。またネ・ウィンは、社会党のネットワークを生かして、シッウンダンという民兵組織を各地に組織し、ネ・ウィンの腹心・アウンジーが指揮官となった。この人事は国軍のカレン族将校たちには挑発行為と受け取られた。シッウンダンは18地区で編成され、そのうち6つはKNDOの拠点、10はCPBまたはPVOの拠点に配備され第4ビルマライフル部隊と第5ビルマライフル部隊の97人の兵士が彼らの指導のために派遣された。1949年までにシッウンダンは26大隊に1万3,000人にまで拡大した。さらにカチン・ライフル部隊を3個大隊から6個大隊に増設して、シャン・ライフル部隊とカレンニー・ライフル部隊を新設した。これによって1949年2月の時点で6個大隊・約1万5千人しかいなかった兵力は、1953年までに41個大隊に拡大し、その兵力も1955年までに約4万人に達した。またイギリスとインドは1000丁の小火器をビルマ政府に提供し、さらにイギリスはオーストラリア、パキスタン、スリランカといった英連邦諸国に、ビルマ政府に対して600万ポンドを融資させた。ウー・ヌの要請に応じて、アメリカも沿岸警備隊の元巡視艇10隻を提供した。全国各地で地方名士たちが国軍のために寄付金を募り、ウー・ヌ夫人・ドー・ミャイーは、軍人の福祉を担うグループを組織し、食料品などを携えて前線を回った。

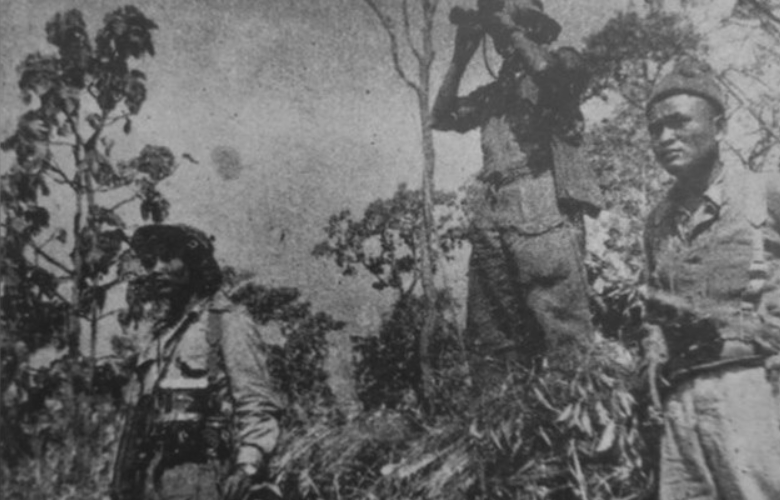
国民党軍掃討のために中緬国境に派遣される国軍兵士（1954年）

これらにより反撃態勢を整えた国軍は、1950年代初頭までにCPBをエーヤワディーデルタ地域とバゴー山脈へ、カレン族の反乱軍をエーヤワディーデルタ地域とタイ国境の山岳地帯へ、ムジャーヒディーンを東パキスタン（現バングラデシュ）国境地帯へと追いやり、国土の主要地域の回復に成功した。唯一、中国国民党軍だけには手こずったが、1953年3月、ミャンマー政府はシャン州の一部を占領した中国国民党軍に対応するよう国連に要請。4月の国連総会で中国国民党軍の占領はミャンマーの主権侵害とする国連総会決議が採択され、これにより中国国民党軍の大部分は台湾に送還された。居残っていた中国国民党軍も、1960年の中緬国境条約にもとづく国軍と中国人民解放軍との共同作戦（メコン作戦）により、1961年1月末までに中国国民党軍の占領地域のほぼすべてを奪還した。
そしてこの頃、対中国国民党作戦に失敗し続けた国軍は、軍事計画参謀（Military Planning Staff：MPS）という組織を設立して、国軍を中央集権的組織に再編すべく改革に乗り出していた。中国を仮想敵国に想定した軍事ドクトリンを策定した他、人材育成、兵器増強、陸軍心理局と軍事情報局（MIS）、国防サービス研究所（DSI）の設置などの改革に着手。この一連の改革により、国軍は単なる軍隊から「国家と世界、国家と市民、消費者と供給者の間の仲介者」へ変貌し、「国家建設者となる道を歩み始めていた」（M.P.キャラハン）。

### 政界の混乱と連邦分裂の危機
反乱は一段落したが、政界は混乱していた。1958年、独立以来、絶対多数与党だったAFPFLが、ウー・ヌの清廉派とバー・スエらビルマ社会党のメンバーからなる安定派に分裂（与党は清廉派、国軍は安定派支持）。同年10月、国軍北部軍管区司令部のクーデター計画が発覚し、これを抑えるためにウー・ヌは、1959年4月末までに総選挙を行うことを条件にネ・ウィンに政権移譲し、ネ・ウィン選挙管理内閣が成立した。件の内閣は、武装勢力鎮圧と治安回復、物価の引き下げ、行政機構の刷新、ヤンゴンの美化、シャン州・カレンニー州の土侯の伝統的世襲特権の廃止、中国との国境画定などそれなりの実績を出しつつ、約束どおり1960年2月の総選挙に勝利した清廉派に政権を返還した。
しかし、この清廉派内閣も安定しなかった。まずパンロン協定に定められた独立10年後の連邦離脱権が発効していたシャン州とカレンニー州では、独立を求めて小規模な反乱が発生していた。その一方、シャン族の初代大統領・サオ・シュエタイッらシャン州の元土侯たちは、武力ではなく、あくまでも法的・憲法的枠内での解決を図るべく「真の連邦制」を求める運動を起こし、1961年6月、様々な民族のリーダーたちを集めてタウンジーで全州会議を開催。その際、（１）ビルマ人のための「ビルマ州」の設置、（２）国会上院議席への各州の同数割当て（３）中央政府の権限を外交や国防などに限定することを要求し、そのための憲法改正を訴えた。これはシャン州のみならず、国家全体の統治制度の改革を求めた点で非常に画期的なもので、パンロン協定で認められたシャン州、カチン州、カレンニー州の他、チン州、モン州、ラカイン州の設置を求める決議もなされた。苦境に陥ったウー・ヌは1960年の選挙で公約していたモン州とラカイン州の設置を1962年9月までに実施せざるをえなくなった。またネ・ウィン選挙管理内閣下で行われた中国との国境画定により、従来カチン州の領土とされていたピモー、ゴーラン、カンパン地方を中国に割譲したこと、ウー・ヌが選挙で仏教国教化を公約に掲げていたこと（のちに撤回）に反発したカチン族の有志が、1961年2月にカチン独立軍（KIA）を結成し、反政府武装闘争を開始した。
この時期の反乱は小規模なものだったが、「真の連邦制」は国軍の目には連邦分裂をもたらしかねない危険思想と映っていたようだ。そして、このような国家危機を前にしても、汚職に塗れ、民族やイデオロギーで対立し、連邦統一を危機に晒す政治家たちの姿に国軍は幻滅し、民主主義、ひいては国民に対する不信感を募らせていた。当時、国軍ナンバー2だったアウンジー准将は「独立から12年が経ったが、政治家たちは何を与えてくれたのか。いまだに針1本さえ作れない。このままでは、遅かれ早かれ国は破滅するだろう」と述べたと伝えられる。

## ネ・ウィン政権期

### 革命評議会
そして1962年3月2日、まさにウー・ヌがラングーンで閣僚や少数民族の代表団と会談しているその時にネ・ウィンはクーデターを決行し、ウー・ヌ以下内閣の閣僚と会談出席者全員を拘束した。クーデターによって成立したネ・ウィン軍事政権・ビルマ連邦革命評議会は、ビルマ社会主義計画党 (BSPP)による一党独裁、ビルマ式社会主義にもとづく国有化を手段とした統制経済、非同盟・中立という閉鎖的な外交政策を特徴としていた。BSPP、行政、地方行政、治安組織、工場、貿易、流通の要所に現役または退役軍人を配し、それを徹底した弾圧、言論弾圧、情報局の強化、市民による相互監視制度によって防衛した。そしてあらゆる企業、銀行、店舗、工業、工場、国防サービス研究所（DSI）の傘下にあった国軍系企業も国有化され、そのほとんどが新たに設立されたビルマ経済開発公社（BEDC）の傘下に置かれた。特に長らくミャンマー人を搾取していたとされるインド人、中国人の資本は容赦なくすべて国有化され、彼らの多くがミャンマーを去った。経済の中枢を握っていたインド人、中国人を追放したことは、のちにミャンマー経済低迷の要因となったとも言われている。

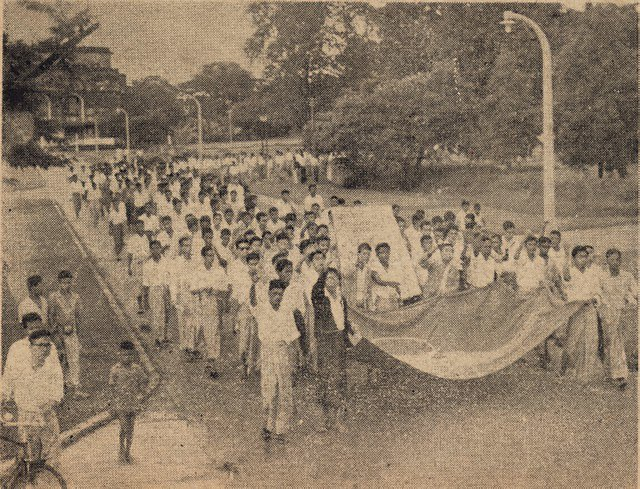
ヤンゴン大学での抗議行動（1962年）

クーデターから4か月後の1962年7月7日には、早くも流血沙汰が発生した。大学の管理強化に反対するヤンゴン大学の学生がキャンパス内でデモを行ったところ、治安部隊がこれに発砲、数百人の死者が出た。さらに翌日、治安部隊は、アウンサンが集会に使ったこともある由緒ある学生会館をダイナマイトで爆破した。弾圧された学生たちは1988年や2021年の時と同じように、カレン州、カチン州、シャン州の武装勢力やCPBの元に赴き、軍事訓練を受けて武装闘争の一員に加わった。なおCPBではこの直後1964年ごろから路線対立による中国帰りの党員が主導した粛清の嵐が吹き荒れ、古くからの幹部だけではなく、クーデター後に合流した学生たちの多くも人民裁判にかけられて処刑された。この話はすぐに学生の間に広まり、以降CPBは都市部インテリの間での支持を完全に失ってしまった。

### 1963年の和平交渉
軍事独裁政権の誕生は、当然、少数民族武装勢力の武装闘争をも刺激したが、この事態に対してネ・ウィンはまず柔軟路線で臨んだ。折しも1953年の2万5千人にいたと言われる反乱軍の数は、1962年までに約1万人に減少し、1961年のメコン作戦の成功により、中国国民党軍の大半をタイへ放逐して、反乱軍の脅威は大幅に減少していた。
1963年4月3日、政府は一般恩赦を宣言して、KNDOやKIAの幹部を含む4345人もの政治犯を釈放した。これに呼応してKNDO、赤旗共産党、白旗共産党の幹部が投降し、6月11日には武装勢力のリーダーたちに対して和平交渉を呼びかけ、 ビルマ語、カレン語、シャン語などによるパ ンフレットを300万枚印刷して各武装勢力に送り、ラジオ放送を通じて各言語で呼びかけを行った。同時に全国各地の軍隊に指令を発して、武装勢力から和平交渉受諾の連絡があれば、即座に戦闘を中止すること、使節団の安全を保証すること、交渉が決裂した場合でも、 責任をもって送り返し、3日間は戦闘を再開しないことなどを命じた。この呼びかけに応じて、CPB、赤旗共産党、アラカン共産党、KNU、新モン州党（NMSP）、カレンニー民族進歩党（KNPP）、チン議長評議会（CPC）、KIA、シャン州独立軍（SSIA）、シャン民族統一戦線（SNU）などが、ヤンゴンで開かれた和平会議に参加した。ちなみに当時、CPB、KNU、NMSP、KNPP、CPCは国民族民主統一戦線（NDUF）という同盟を組んでいた。しかし政府が示した条件は（１）すべての部隊を政府指定地域に集中させること（２）許可なくその地域を離れないこと（３）すべての組織活動・資金活動を停止すること（４）軍事基地の場所を公開することなどで、到底各武装勢力が承服しがたいものだったので、11月14日、交渉は決裂。結局、停戦合意を結んだのはコートゥーレイ革命評議会（KRC）というKNUの一派だけだった。ちなみにこの際、中国四川省からやって来たCPBの幹部たちは、和平交渉が終わっても中国へは戻らず、ペグー・ヨマでゲリラ活動を展開していた自党勢力に加わって指導者となり、四川省の亡命党員との間につながりを作った。
和平交渉は失敗に終わったが、国軍は国内の反乱を鎮圧しない限り、外国の侵略を受けるという危機感を抱いており、従来のCPBを仮想的としながら、内実が伴わなかった軍事ドクトリンの改定に着手した。新しい第二次軍事ドクトリンは（１）外国勢力対策、（２）国内反乱対策から成り立っており、（１）は人民戦争理論、（２）はゲリラ戦術であり、その際、反政府勢力の食糧・資金・情報・徴兵を絶ったうえで、根拠地を攻撃する四断作戦（four cuts）が採用された。また国軍は陸軍参謀本部直轄の軽歩兵師団（LID）という精鋭部隊を編成して次第にその数を増やしていき、軍管区も2→5→9、兵力もクーデター当時10万人前後だったものが、1974年までに15万人、1980年には18万人と次第に増加していった。ただし反乱軍を国境地帯に追い込んだことから、国軍上層部は反乱鎮圧に関心を払わなくなり、国防予算は据え置かれ、現場の将校・兵士たちの不満は溜まっていった

### KKYと黄金の三角地帯
カクェイェー（以下、KKY）は、シャン州の武装勢力を弱体化させることを目的として1963年に導入された。これは反乱軍と戦うことの見返りにシャン州内の政府管理のすべての道路と町をアヘン密輸のために使用する権利が与えるという制度で、麻薬取引でKKYが経済的自立しつつ、反政府武装勢力と戦うことを政府は期待しており、兵力不足と財政難を解決する一石二鳥の策のはずだった。

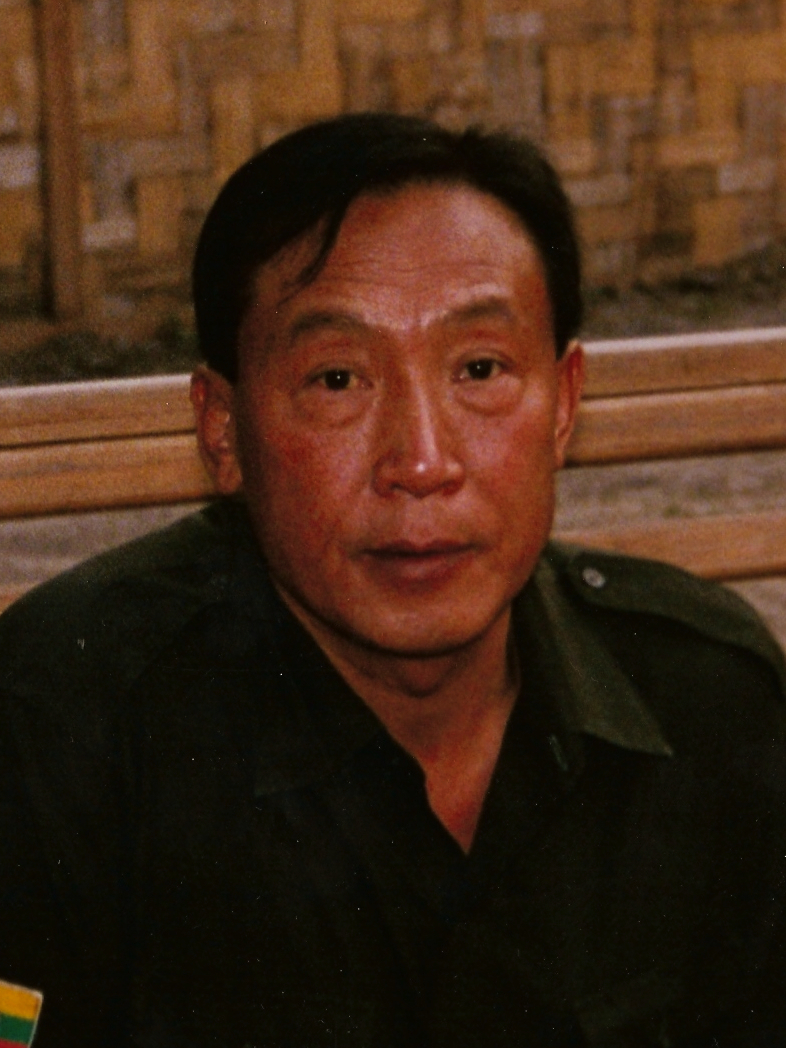
クン・サ

KKYの司令官として地元の軍閥、非政治的な山賊や私兵の司令官、亡命した反政府勢力などがリクルートされ、最終的には20ほどのKKYが結成され、その中にはのちに「麻薬王」として名を馳せるロー・シンハンやクン・サ、のちにワ民族軍（WNA）を結成するマハサンがいた。彼らは麻薬生産・密売で巨万の富を築き、タイやラオスのブラックマーケットで高性能兵器を入手して武装した。また当地に駐屯した国軍もアヘン商隊に対する通行税や護衛費や賄賂などで巨額の利益を得た。しかし、このようにKKY司令官、国軍ともに麻薬取引を拡大させるインセンティブが働き、しかも彼らは反乱軍と戦闘を交えず交渉で問題解決を図る傾向が強かったので、反乱軍の弱体化という当初の目的は果たせなかった。また闇経済の拡大により、アヘンと引き換えにタイ国境で入手できる消費財、繊維製品、機械類、医薬品などがミャンマー国内で高額で売れたことで麻薬取引のインセンティブがさらに高まり、1974年頃にはシャン州含む周辺のタイ・ラオス一帯は世界のアヘン生産の3分の1を占めるに至り、黄金の三角地帯と呼ばれるアフガニスタンに次ぐ世界第2位のアヘンの一大生産地となる皮肉な結果となった。1973年までにKKYはシャン州で生産されるアヘンの約95%を輸送していたと言われている。
このようにKKY制度はまったく役立たず、またアメリカが1970年代に入り「麻薬戦争」を本格し、KKYに対する国際的非難が高まったこともあり、KKYは1973年1月4日に廃止された。国軍は、KKYに対し、1973年4月までに武装放棄して解散するか、国軍に加わるかの選択を迫り、小規模なグループは命令にしたがったが、ロー・シンハンやマハサンなどは命令を拒否して、シャン州軍（SSA）との連携を模索した。

### 闇経済と密貿易
ビルマ式社会主義の下、ほぼすべての商工業資本が国有化されたことにより、著しい経済不効率、深刻なモノ不足が生じ、その穴をインド人、中国人を主とする闇商人・密輸業者が埋めた。彼らはタイ、中国、インド、東パキスタン（バングラデシュ）の国境地帯に馳せ参じ、特に泰緬国境での密貿易は盛んで、タイからミャンマーへは消費財、繊維製品、機械類、医薬品、ミャンマーからタイへはチーク材、鉱物、ヒスイ、宝石、アヘンが流れていった。当時、ミャンマーで入手できる消費財の80%がタイからの密輸品で、1970年代後半には、KNUが扱う貿易額は年間1億ドル、ミャンマー政府の公式貿易額の3分の1に達したという推計もある。政府としても即座にモノ不足を解消する手立てがないために件の密貿易を黙認するしかなかった。
少数民族武装勢力は、国境にゲートを設立し、貿易品の価格に3～5％の通行税をかけて莫大な利益を上げ、幹部たちはタイ領土内に豪邸を構え、贅沢な暮らしを享受した。組織は財務、外務、法務、貿易、軍事などの部門に分かれてミニ国家然とし、領土内には学校や病院が建設された。貿易利権をめぐって他の武装組織と衝突したり、組織内での諍いも頻発した。タイ政府も、タイ共産党（CPT）とCPBとの関係を断つために、泰緬国境地帯の少数民族武装勢力を国境警備隊代わりに利用することを考えて密貿易を黙認し、彼ら自身も密貿易に関わって莫大な利益を上げた。KNUやNMSPはバンコクに事務所を設立し、彼らの部隊はタイ王国軍と協力してパトロール、情報収集、通信活動を行った。またKNU、NMSPはタイ王国軍から兵器を購入したほか、当時内戦中だったラオス、カンボジアの国境に馳せ参じて戦場から直接兵器を購入し、タイ領土を横断して泰緬国境まで輸送する際に、タイ当局に賄賂を支払った。
総じてネ・ウィン時代、少数民族武装勢力は国境貿易で利益を上げることに専心してそれで満足し、財政的にもっとも豊かな時期だったのにも関わらず、領土を拡大することはなかった。国軍は乾季になると攻勢を強め、補給が困難になる6月～11月の雨季になると撤退することを繰り返していた。

### ビルマ共産党（CPB）の復活
中国共産党はウー・ヌ政権時代は中立政策を取っていたが、1967年にヤンゴンで反中暴動が発生すると、ネ・ウィンがこれを黙認したと考え、一転してCPB支援に方針転換。1950年に中国雲南省に亡命したカチン族独立運動の英雄ノー・センをリーダーに抜擢して軍事訓練を施し、虎視眈々とミャンマー侵攻の機会を狙っていた。そして1968年1月1日、ノー・セン率いる雲南省のカチン族義勇兵を中心とするビCPBの部隊は、シャン州北端モンコーに侵入して国軍駐屯地を占領。以後、件の地域の国軍の軍事拠点を次々と攻略し、ミャンマー中央部侵攻には失敗したものの、1972年末にワ丘陵地帯のパンサンに司令部を置き、シャン州北部に解放区を築いた。
以後、CPBは中国から譲り受けた兵器を他の少数民族武装勢力に供給することによって、一定の影響力を保っていくとともに、CPBへの対応を巡って少数民族武装勢力に混乱をもたらすことになった。例えばシャン州ではシャン州進歩党（SSPP）/シャン州軍（SSA）が一定の勢力を保っていたが、1974年、一部幹部がCPBと同盟を結ぶことを決定し、SSPP/SSAの理論的支柱だったサオ・ツァンはタイへ亡命した。カレンニー州では1978年、KNPPの一部のメンバーが脱退してカレンニー民族人民解放戦線 (KNPLF)を結成した。またカレン族の反乱軍の間でもCPBに対する対応を巡って内紛が生じ、カチン州では1979年、国軍とCPBとの2面対決に疲弊したKIAがCPBと停戦合意を結んだ。1976年には多くの少数民族武装勢力が参加した民族民主戦線（NDF）が結成された。

### ウー・ヌの武装闘争
一方、クーデターの際、逮捕投獄されたウー・ヌは1966年に釈放され、その後タイ、インドで亡命生活を送っていたが、1969年、独立の英雄・30人の同志の4人や民政時代の旧政治家を引き入れ議会制民主主義党（PDP）/愛国解放軍（PLA）を結成した。ウー・ヌにはビルマ式社会主義に不満な都市保守層、役人、知識人、中堅軍人からの一定の支持があった。そして翌年、ロンドンで記者会見を開き、ネ・ウィン政権に対して武装闘争を開始することを宣言し、アメリカ、日本、香港で民主主義の回復を訴えてタイに戻り、同年、KNUとNMSPと連帯して国民統一戦線（NUF）を結成した。資金源は旧友たちからの寄付や石油探査の独占権と引き換えにカナダや中東の石油会社から引き出した1000万ドルだったと言われている。しかしその抵抗は小規模に留まり、NUFもすぐに瓦解。1973年、ウー・ヌがアメリカに亡命して事実上崩壊し、その後、30人の同志の1人・ボー・レッヤ（Bo Let Ya）が人民愛国党（PPP）と改名して細々と活動を続けていたが、1978年11月29日、ボー・レッヤがPPP内の派閥抗争に巻き込まれて殺害されるに及び、完全に消滅した。

### ビルマ式社会主義の停滞
『ビルマ社会主義への道』が経済活動の著しい不効率化を招いたため、経済は停滞した。1964年から1974年までの平均経済成長率はわずか2.1%。さらに1970年代に入って米生産が振るわなくなり、1973年には石油ショックの影響で米価格が高騰、庶民は配給価格の3倍以上の価格の闇米に頼らざるをえなくなり、失業問題も深刻化した。そんな折、1974年に新憲法が制定された。唯一認められた政党はBSPPのみで、ネ・ウィンがBSPP議長と大統領を兼任するという実態はほとんど変わらないものだったものの、曲がりなりにも民政移管が達成された。しかしこれにより行政処理に時間がかかるようになって臨機応変な対応が取れなくなったこと、軍人と党人との間の内紛が激しくなったこと、世間の緊張が若干緩んだことが重なり反政府運動が活発化した。
1974年3月から6月にかけては、国営企業労働者と学生が提携して、米の増配と賃金引き上げを求めるストライキを全国で実施したが、ヤンゴンでは治安部隊が出動してこれを弾圧し、多くの死傷者が出た。同年12月にはヤンゴンに到着したウ・タント前国連事務総長の遺体をめぐって学生・僧侶からなるデモ隊と治安部隊が衝突し、こちらも多数の死傷者が出た。1976年3月には、独立運動家、詩人、平和活動家のタキン・コドーマイン生誕100年祭に合わせて大規模なデモが計画されていたが、事前に計画が漏れ、多くのの学生が逮捕された。さらに同年3月、オーチョーミン陸軍大尉以下若い陸軍将校のグループによるネ・ウィンら国軍株の暗殺計画が発覚して多くの逮捕者を出し、計画に関与したとしてティンウー元国軍総司令官が逮捕され、チョーゾー准将がヤンゴンを脱出してCPBに合流した。1977年9月には、BSPP党員による別の要人暗殺計画とラカイン州独立計画が発覚した。
こうして事態に対してネ・ウィンはビルマ式社会主義に固執するBSPP党員5万人の除籍という荒治療に出、同時に経済改革に乗り出して、対外経済協力の推進、高収量水稲の作付面積拡大、海底油田開発への外国企業招聘、民間企業の活動許可、国営企業の合理化といった改革を行った。その甲斐あってミャンマーの経済成長率は上昇に転じ、米生産・輸出量も拡大していった。

## ネ・ウィン政権の終焉

### ビルマ共産党（CPB）の弱体化と1980年の和平交渉
中国の支援を受けるCPBの反乱は長らく政府の悩みの種だったが、1968年にカチン族の独立運動家・ノーセン率いるCPBの部隊がシャン州北部に解放区を設置した直後から、政府は中国との国交を回復して、ネ・ウィン以下政府要人が足繁く北京を訪問。再三CPBへの支援を止めるよう要請したが、中国政府は首を縦に振らなかった。しかし1977年に鄧小平が中国の実権を握ると、かねてより鄧小平批判を繰り返していたCPBの旗色は悪くなり、1977年にネ・ウィンが中国を、1978年に鄧小平がミャンマーをお互い訪問するに及び両国の国交は大幅に改善、鄧小平はCPBへの支援の削減を開始した。さらに1980年に中国が国境を広く開放してCPBが国境貿易を独占できなくなったこと、1970年代後半からミャンマー経済が回復基調に転じて、国内生産の回復による国産品に押され密輸品の売れ行きが不振に陥ったことにより、CPBは資金不足に陥り、その活動は停滞していった。
CPBの弱体化を見て取ったネ・ウィンは、1980年5月大恩赦令を発布、90日以内に出頭すればいかなる処罰も下さないと宣言した。これに応じてその家族を含めば2000人の武装勢力兵士が投降。その中にはインドに亡命して瞑想生活を送っていたウー・ヌや麻薬王のロー・シンハンも含まれていた。ウー・ヌの帰順は、都市部の反政府指導者層の崩壊を意味するもので、その意義は小さくなかった。
また同年、ネ・ウィンは僧侶の全国統一組織であるビルマ僧侶会議を結成。念願の僧侶登録制を導入し、僧侶に扮した反政府活動家や反政府活動をする新興仏教勢力の取り締まりを強化した。国軍は高僧や僧院に多額の寄付をすることで敬虔な仏教徒を装い、仏教の守護者という役割を強調することで、軍政支配を正当化するために仏教を利用してきた。ゆえに僧侶の反政府活動はその正当性を揺るがすものとして、時には少数民族武装勢力や民主化活動家に対するよりも苛烈に弾圧する傾向があった。
さらにネ・ウィンは、中国を交渉の保証人としてCPBとKIAと和平交渉に臨んだ。CPBとの交渉はすぐに決裂したが、KIAとの交渉は1980年8月から1981年5月まで長期に及び、しかしKIAが自治権と軍隊の維持を求めたのに対し、政府はあくまでもKIAの部隊を国境警備隊（BGF）に編入することを求めたため、結局、こちらの交渉も決裂した。
和平交渉には失敗したが、健康状態が優れないこと、経済成長を軌道に乗せたこと、念願の国籍法制定（翌1982年制定）と反乱鎮圧の目途が立ったことなどから、1981年、ネ・ウィンは大統領職を辞任（BSPP議長には留まった）、後任には忠実な腹心のサンユを当てた。実質的にネ・ウィンの院政だったが、サンユは集団指導体制を敷いて派閥争いを牽制し、安定した政治体制を築いた。

### 8888、そしてネ・ウィン失脚
1983年5月、当時、BSPPナンバー3まで昇りつめていた「MIティンウー」が、公金不正利用の罪で逮捕されて無期懲役刑に処せられ、MISの他の幹部も追放された。MISの力があまりにも強力になりすぎたため、政敵に嵌められたという説が有力である。彼の失脚の悪影響はすぐに現れ、同年10月9日ヤンゴンのアウンサン廟でチョン・ドファン韓国大統領を狙った北朝鮮の工作員による爆弾テロがあり、大統領は命拾いをしたもの、韓国の閣僚4人を含む21人が死亡した（ラングーン事件）。MISが機能不全に陥っている隙を狙われた形であり、政府は情報局の再編に迫られ、キン・ニュンが新しい情報局長に任命された。
この時期、前述したようにCPBからの兵器の供給が細ったこと、国境貿易が不振に陥り資金源が枯渇したことなどにより、CPB以下各武装勢力の弱体化が進んだ。1984年、国軍はKNUを猛攻撃を仕かけ、KNUは広範な領土と貿易拠点を失った。1986年には過去最大規模の攻撃をCPBに仕掛け、その解放区の一部を初めて攻略、CPBのカチン族、パオ族などの少数民族出身の末端兵士の離反も相次いだ。1987年にはKIAとCPBの根拠地を多数陥落させた。またこれらの地域では、かつてシャン州で実施したカ・キュイエ制度を導入し、武装勢力の弱体化を図った。1985年と1987年に2度行われた廃貨令も、一時的にせよ各武装勢力に打撃を与えた（と同時に国民生活にも大打撃を与えた）。
しかし1970年代後半から回復傾向だった経済は1982年ごろから再び低迷し始めた。主要輸出品の米や鉱産物などの価格が下落して輸入超過となり、国際収支が急速に悪化、外貨不足に陥った。さらに日本の最大の援助国としていたのが裏目に出て、急速な円高により対外債務が膨張。石油の生産量も減産に転じ、燃料不足に陥った。この事態に対して政府は、対外債務の返済が一部免除されることから後発開発途上国（LLDC）の認定を申請し、これが認められた。1987年には各地で米騒動が相次ぎ、社会は混乱した。これに対してネ・ウィンは1987年8月10日「1962年のクーデター以来、25年を経過したが、この間成功もあれば失敗もあった。重要なことは失敗や誤りが何であり、その理由は何であったかを知ることである」「1962年当時と現在とで状況が変化していることは否定できない。時代の変化に応じて必要ならば、われわれも変化しなければならない。必要であれば憲法を改正する」と演説して暗に経済失政を認め、9月1日には農産物取引の自由化という画期的な政策を打ち出したが、この直後に前述した廃貨令を出し、しかも廃止された紙幣と小額紙幣との交換を認めなかったため財産を失う者が続出し、国民の大きな不満を抱いた。
それが爆発したのが8888民主化運動である。喫茶店での若者同士の瑣末な喧嘩から始まった騒動は、やがて大規模な民主化運動とその弾圧に発展し、あれほど強固に思えたネ・ウィン政権を一夜にして打倒したものの、結局、国家法秩序回復評議会（SLORC、1997年に国家平和発展評議会《SPDC》に改組）という新たな軍政を生んだだけに終わった。ただ一連の騒動により、アウンサンスーチーの存在が国内外で脚光を浴び、以後、ミャンマーの民主化運動をリードしていくことになった。

## SLORC/SPDC政権期

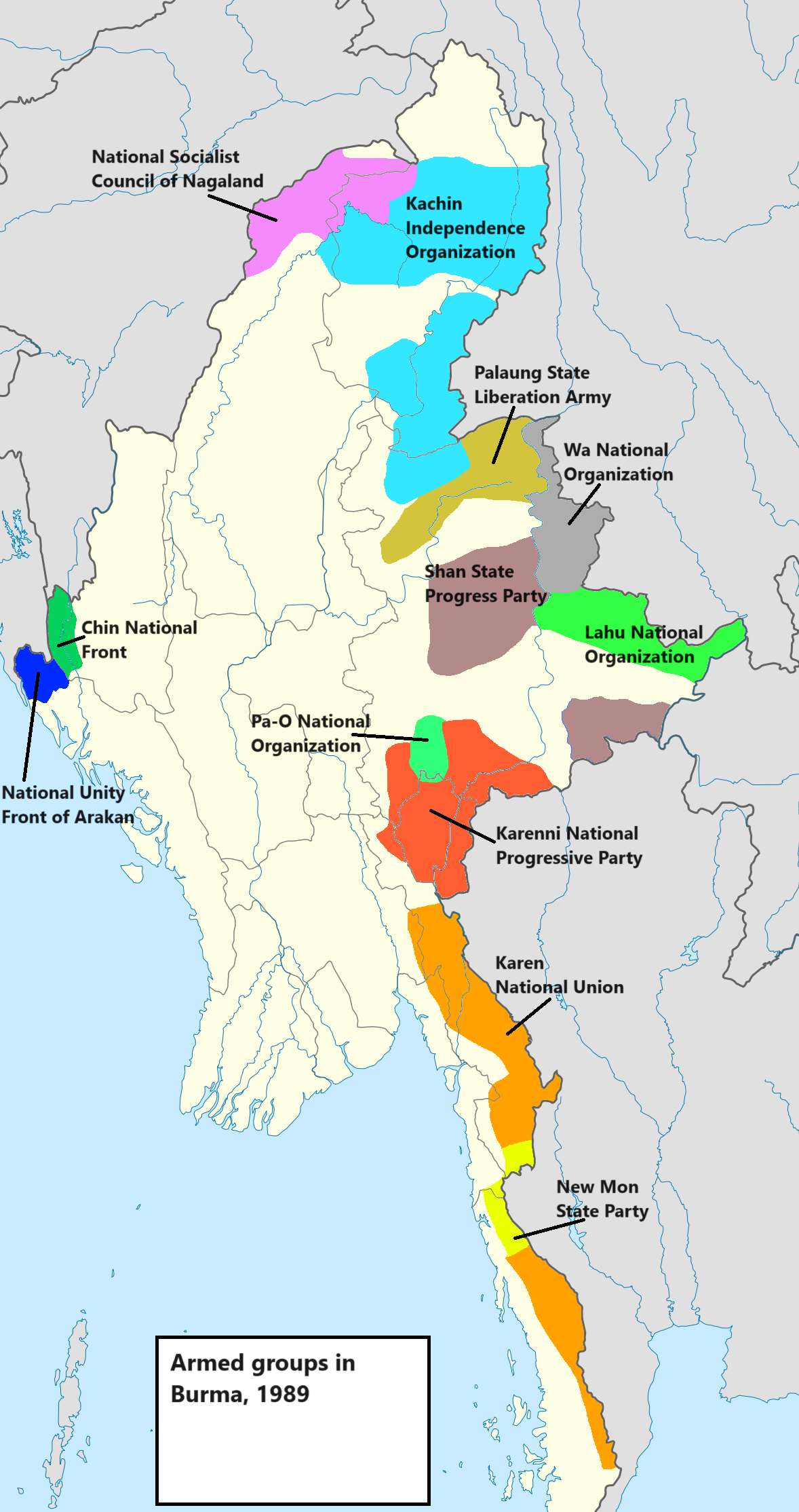
戦局図（1989年）

### 民主派という新しい「脅威」
8888年民主化運動は、少数民族武装勢力ばかり相手にしてきた国軍にとって、「民主派」という新しい脅威の出現だった。もちろんスーチーが結成した国民民主連盟（NLD）は政党であり、武装勢力ではないが、しかし独立の英雄アウンサンの娘というカリスマ性があり、西側諸国とメディアを味方に付けて、声高に民主化を要求するスーチーは、国軍の目には連邦分裂を招く脅威と映った。またクーデター後に国境地帯に逃れた民主派の若者と少数民族武装勢力がビルマ民主同盟（DAB）という同盟を結成した。このように民主派と少数民族武装勢力が同盟を組み、外国勢力と結びつけば国軍には対抗する術がなかった。
この新たな脅威に対してSLORC/SPDCは、ネ・ウィン辞任により図らずも世代交代を遂げた比較的現役将校注進の陣容で臨み、（１）連邦分裂阻止（２）諸民族分裂阻止（３）国家主権堅持という3つの国家的大義を掲げた。これは単なるスローガンではなく、2008年憲法の基本原則にも掲げられた現実的目標だった。国名も1988年9月に「ビルマ連邦社会主義共和国」から独立時の「ビルマ連邦」に、1989年7月には「ミャンマー連邦」に変更し、地名もラングーン→ヤンゴン、モールメン→モーラミャイン、アキャブ→シットウェ、イラワジ川→エーヤワディー川のように現地の発音に近いものに変更され、ナショナリズムを新たにした。またこの頃から、国軍幹部がパゴダを建設したり、高僧や僧院に高額の寄付をする様子が国営紙や国営テレビで度々取り上げられるようになり、仏教の守護者とのしての国軍の役割もなおいっそう強調されるようになった。
8888民主化運動の根源的原因は経済失政ということはSLORC/SPDCも認識しており、まず経済改革に乗り出した。クーデターを機に海外からのODAはすべて停止されたため、同年、海外民間企業の投資を促す民間投資法を制定、また国境貿易を民間企業にも開放し、中国との国境に4地点、タイとの国境に2地点、政府公認の国境を設置した。民主派から資源の切り売りという批判を受けつつも、政府自らチーク材や宝石の売りこみにも乗り出した。1989年には国有企業法を制定し、国有企業が独占する 12分野以外には民間企業にも開放した。1992年からは経済4か年計画を実施し、1996年を「観光の年」と定めたため、特に中国やシンガポールなど中華資本による観光業への投資が増加した。1990年代はミャンマーと中国との関係が緊密になった時期でもあった。そして1993年頃から経済は好転し始め、この4か年計画の成功を受けて、1996年からは5か年計画をスタートさせた。不十分ではあったが国軍による90年代の経済改革は、1997年のアジア通貨危機までは一応の成果を上げていた。
また国軍は、強大な外敵にも正規戦で対抗しうるよう、人民戦争ドクトリンを保持しつつ軍備の増強を図る「現代的条件下での人民戦争」という新ドクトリンを策定し、兵力増強、兵器増強、人材育成機関の設立、ビジネスの大幅拡大など、中国国民党の脅威に対峙して以来の大幅な国軍改革に乗り出し、現代的な軍隊へと変貌した。

### ビルマ共産党（CPB）の崩壊と停戦合意
| 名前                                | 停戦合意締結時期 | 停戦後 |
| ----------------------------------- | ---------------- | ------ |
| ミャンマー民族民主同盟軍（MNDAA）   | 1989年3月21日    | BGF    |
| ワ州連合軍（UWSA）                  | 1989年5月9日     | EAO    |
| 民族民主同盟軍（NDAA）              | 1989年5月9日     | EAO    |
| シャン州軍 (北)（SSA-N）            | 1989年9月2日     | 民兵団 |
| カチン新民主軍（NDA-K）             | 1989年12月15日   | BGF    |
| カチン防衛軍（KDA）                 | 1991年1月13日    | 民兵団 |
| パオ民族機構（PNO）                 | 1991年4月11日    | 民兵団 |
| パラウン州解放軍（PSLA）            | 1991年4月21日    | 民兵団 |
| カヤン民族守備隊（KNG）             | 1992年2月27日    | 民兵団 |
| カチン独立機構（KIO）               | 1993年10月1日    | EAO    |
| カレンニー民族人民解放戦線（KNPLF） | 1994年5月9日     | BGF    |
| カヤン新領土党（KNLP）              | 1994年7月26日    | 停戦   |
| シャン州諸民族解放機構（SSNPLO）    | 1994年10月9日    | 降伏   |
| 新モン州党（NMSP）                  | 1995年6月29日    | EAO    |
| シャン州民族軍（SSNA）              | 1995年           | 降伏   |
| モン・タイ軍（MTA）                 | 1996年1月2日     | 降伏   |
| カレンニー民族進歩党（KNPP）        | 2005年           | EAO    |

次は少数民族武装勢力の切り崩しだった。
1978年に鄧小平がCPBへの支援を大幅削減すると決定して以来、国軍は少数民族武装勢力のリーダーたちと個別に会って、CPBと彼らを分断するために秘密裏に会談を重ねていた。そしてコーカン兵の彭家声がCPBから独立したがっていると知るや、1989年、彼を焚きつけて反乱を起こさせた。これによりCPBは崩壊し、ワ州連合軍（UWSA）、ミャンマー民族民主同盟軍（MNDAA）、民族民主同盟軍（NDAA）、カチン新民主軍（NDA-K）の4つの武装勢力に分裂し、CPB幹部は中国雲南省に逃亡するに及んだ。CPB内の反乱が起こると、キンニュンはすぐに各武装勢力を訪れ停戦合意を結んだ。彭家声のMNDAAとの停戦を仲介したのは、コーカンの麻薬商人だったオリーブ・ヤンこと楊金秀、同じくコーカン出身の麻薬王・ロー・シンハン、そして8888年民主化運動の際ネ・ウィン宛に書簡を書いたアウンジーだった。合意の内容は国軍と戦わず、他の少数民族武装勢力や民主派と協力しない代わりに、各勢力はそれぞれの地域の支配権を維持し、軍隊を保持し、あらゆるビジネスに従事することを許可されるというもので、1963年から1973年までにシャン州で実施されたKKY制度に酷似していた。
そしてCPB崩壊の前後から、以下の理由により、国軍は1948年以来最大規模であり、100万人以上の国外難民が発生したとも言われる戦闘を各少数民族武装勢力にしかけ始めた。
1. CPBの崩壊により少数民族武装勢力は重要な兵器入手ルートを失っった[注釈 16]。
2. タイ共産党の脅威を排除したタイが、これまで国境警備隊代わりに利用していたミャンマーの少数民族武装勢力を、むしろ両国に跨る広域経済圏形成の障害と見なすようになり、泰緬国境地帯の武装勢力に対して非協力的になった。当時のタイ首相・チャートチャーイ・チュンハワンは「戦場を市場に変える」と喝破した[89]。
3. 各武装勢力の領土の住民の間で長引く内戦に対する厭戦気分が極限まで高まっていた。

というわけで、1989年から1994年の間にKNUを除く、ほとんどの武装勢力との間に停戦合意が結ばれた。ジャーナリストの吉田鈴香が得た、キンニュン情報局長の下にあった和平チーム長の大佐の証言によると、停戦合意の内容は、以下のようなもで、領土内での自由が認められたため、各少数民族武装勢力が麻薬取引などの違法経済を拡大させるきっかけにもなった。
- 国軍は武装勢力領土内の道路、病院、学校の建設費、生活費を支援する。
- 生活のためのケシ栽培は黙認する。
- 武装勢力が領土内で兵器を所持することを黙認する。
- 政府の正式許可を取れば、国境貿易を認める。
- 領土内の統治権は認めず、やがて制定する憲法、政府の方針を遵守し、国家の統一を妨げないこと。
- これらについて住民にきちんと説明すること。
- 領土の拡大、徴税、徴兵、他の武装勢力の支援は認めない。

### NLDとの対決

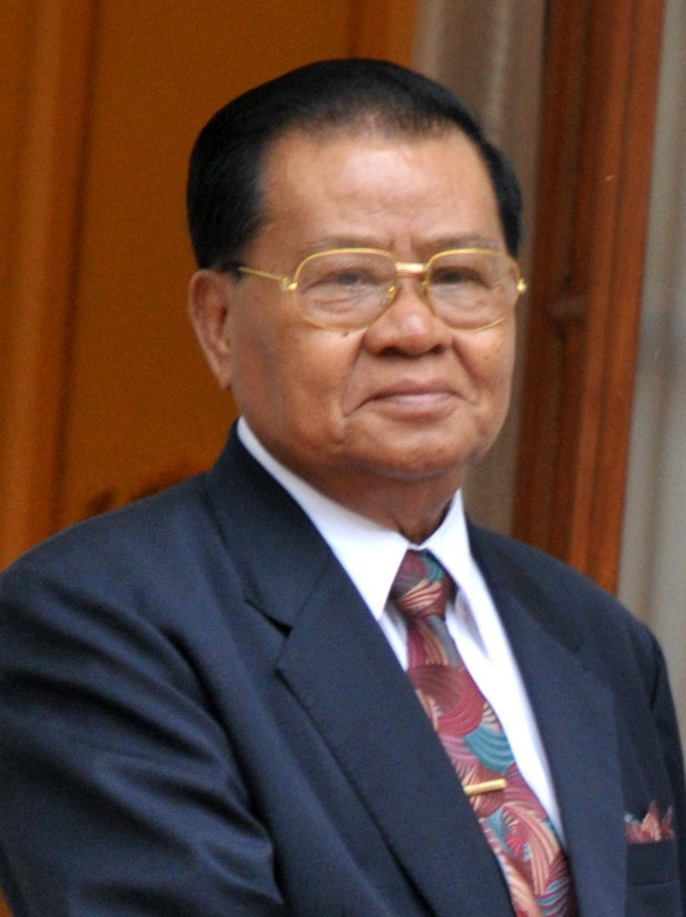
タンシュエ

そして本丸のNLDである。8888民主化運動の際のマウンマウン議長の「国民投票を行わずに複数政党制の総選挙を3か月以内に行う」という言葉を、「3か月以内」を除いてSLORCは守り、1990年5月27日に総選挙が実施した。しかし選挙結果はNLDが485議席中392議席を占めて圧勝するというもので、国軍系の国民統一党（NUP）はわずか10議席しか獲れなかった。するとSLORCは選挙結果を反故にして、NLD関係者を次々と逮捕し、スーチーを自宅軟禁下に置いた。スーチーは1991年10月にノーベル平和賞を受賞して、国際的有名人となった。
1992年４月、かねてより精神の不調を囁かれていたソーマウンSLORC議長の辞任が発表され、当時国民の間ではほとんど無名だったタンシュエが新議長に就任した。タンシュエは悪化した国際的評判を回復するために、スーチー以下NLDにたいして柔軟路線に乗り出し、1995年7月10日、スーチーは6年ぶりに解放された。しかし解放後もスーチーとSLORC/SPDCの対立はその後も続き、国軍は連邦団結発展協会（USDA）、公務員、国有企業職員、教師、学生、メディアを総動員して反NLD、反スーチーキャンペーンを展開し、NLDへの弾圧も強化し、NLDの地方支部・事務所を多数閉鎖、党員・職員の離党も相次いでその数は1999年までに4万人にも上った。
そして2003年5月30日、ザガイン地方域・モンユワ近郊のディベイン村で、遊説中のスーチーが乗った車がUSDAのメンバーと思われる数千人の暴徒に襲撃される事件が発生し、政府発表によれば4人、目撃者の証言によれば70人の死者が出た。タンシュエ直々の指令だったと言われているが、事件後、スーチー以下100人以上のNLD党員の身柄が拘束され、またもスーチーは自宅軟禁下に置かれた。これによりNLDの活動は大きく停滞した。

### ネ・ウィン死去とキンニュン失脚

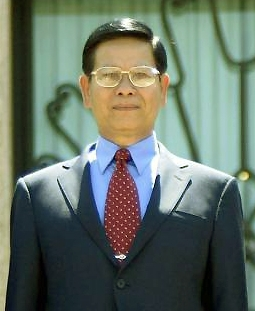
キンニュン

2002年3月7日、ネ・ウィンの義理の息子と孫3人がクーデターを計画した疑いで逮捕された。その後も関係者の逮捕者が相次いで最終的には100人以上となり、ネ・ウィンの愛娘・サンダーウィンやネ・ウィン自身も自宅軟禁下に置かれた。事件の3週間後、国軍記念日の式典でタンシュエは「ネ・ウィンの経済失政によって国民の不満が高まり、1988年民主化運動の際には国軍がクーデターを起こすしかなかった」という趣旨の演説を行った。同年12月5日、ネ・ウィンは自宅で死去。享年91歳。葬儀は近親者だけで営まれ、国軍幹部は誰も出席しなかった。
さらにそのネ・ウィンの寵愛を受けて出世の階段を駆け上がり、前年、首相に就任したばかりのキンニュンが、2004年10月19日、国内視察から帰国したところを拘束され、自宅軟禁下に置かれた。キンニュンとその権力基盤である軍情報総局（OCMI）の権力があまりにも強力になったため、タンシュエが仕かけたとも言われている。キンニュンが失脚したことにより、KNU議長・ボーミャとキンニュンの間で口頭で結ばれていた停戦合意は無効となった
軍情報総局は解体され、約300人の上級将校を含む全国の3500人の諜報員が逮捕・更迭・左遷の憂き目に遭い、新たに国軍直轄の軍保安局長事務所（OCMSA、通称サ・ヤ・パ）という組織が設立された。しかしゼロからの組織作りだったので当初は機能せず、2005年5月7日にはヤンゴンの繁華街3か所で同時多発爆弾テロが起こり、19人死亡・192人負傷という惨事を招いた。素人には簡単に作れない精巧な爆弾を正確に爆破させたことから、少数民族武装勢力との関わりが疑われたが、結局、犯人は捕まらなかった。MIティンウー失脚直後にラングーン事件が発生したことを彷彿させる事件だった。
かくして、スーチー、ネ・ウィン、キンニュンを政治の表舞台から排除したことにより、タンシュエはその権力基盤を強固なものにした。

### ネピドー遷都
2005年11月6日早朝、直前に転勤を告げられた公務員を満載したトラックがヤンゴンを発った。行き先はヤンゴンから車で7時間のところにある新首都ネピドー。省庁移転の噂はかねがねあったが、まさかの首都機能全移転で、その時まで国内外にまったく情報が漏れなかったことにも驚きの声が上がった。遷都の理由については様々な臆測が流れたが、ヤンゴンで民主化運動が再燃した場合でも公務員が参加できず、首都機能が停止することを防止できるとか、アメリカが海から侵攻してきた際、ヤンゴンであればすぐに占領されてしまうが、ネピドーであればゲリラ戦に持ちこめるとかの軍事戦略的意味があったとも言われている。2003年のイラク戦争でサダム・フセイン政権が崩壊する様を見て将軍たちが危機感を抱いていたのは想像に難くない。ちなみにネピドーには地下要塞が設けられており、その詳細は一部の国軍幹部しか知らないのだという。
ネピドー遷都のための巨額な費用は天然ガスの輸出からの利益で賄われていた。21世紀に入ってから経済が低迷していたミャンマーだが、2000年ごろから始まった天然ガスの生産は、2004年には輸出収入の25%を占めるまでに成長し、ミャンマー最大の外貨獲得手段となった。そこから上がる利益は当然軍事費にも当てられ、2001年にはロシアから MIG-29/UBを12機購入するなど兵器も大規模化していき、これまで軽視してきた海軍・空軍の装備も充実していった。また北朝鮮の強力を得て核開発を行っているという噂が絶えず、2009年、ミャンマーからオーストラリアに亡命した軍人2人が北朝鮮の協力の下、SPCDが原子炉とプルトニウム抽出施設を建設中で、5年以内の核保有を目指しているとオーストラリアの新聞が報道したが、真相は不明である。

### サフラン革命

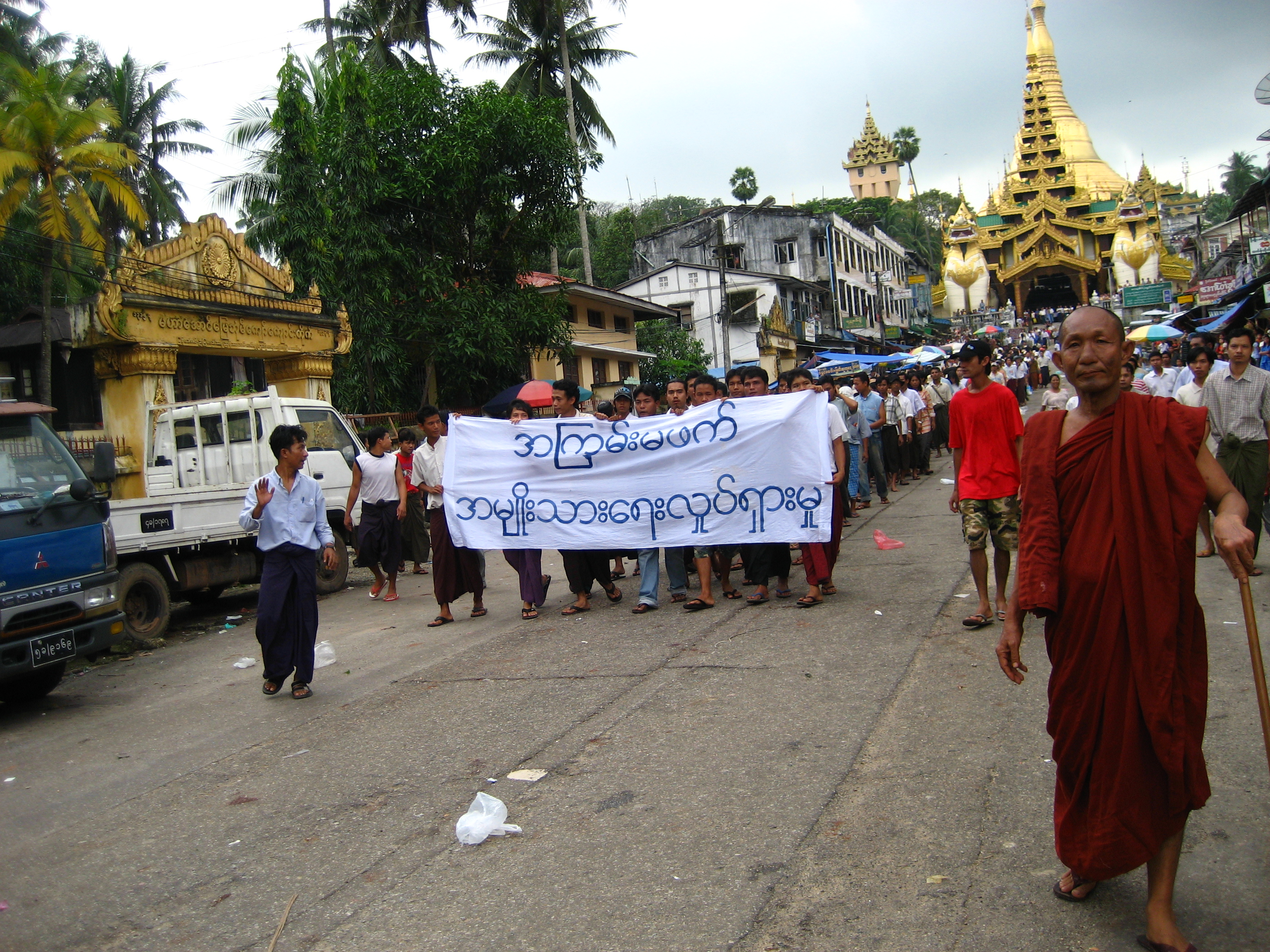
シュエダゴン・パゴダ前を行進するデモ隊（2007年）

2007年9月6日、ミャンマー中部の都市・パコックで僧侶200人によるデモが発生した。実はこの前の2月22日、ヤンゴンで物価の安定、教育費の値下げ、社会保障の改善のプラカードを掲げた20人規模の当時としては異例のデモがあったばかりで、背景には米と食料油の価格高騰があった。ちなみに1988年民主化運動以来、キャンパスが郊外に移されるなど（ヤンゴン大学は1996年から2013年まで大学院のみだった）、大学管理が強化されていたので、学生の姿はあまり見られなかった。この僧侶のデモに対して治安部隊は威嚇発砲して暴力を振るい、これに怒った僧侶たちが18日から全国でデモと覆鉢（軍人やその家族からの寄進を拒否して功徳を積む機会を奪う）を行い始めた。そしてデモ隊がヤンゴンのスーチー宅の前で読経をして、スーチーが立礼をしてそれに応える映像がネットや海外メディアで流れると、デモは一気に拡大。24日にはヤンゴンで10万人規模のデモが発生し、26日には治安部隊が出動してデモ隊と衝突する事態となった。治安部隊は僧侶や市民に警棒で殴りかかり、催涙ガスを発射、さらに僧院の建物を破壊して500人以上の僧侶を拘束した。翌27日には日本人ジャーナリスト・長井健司が射殺される事件も発生。が、結局、29日までにデモは鎮圧され、推定死者数は約200人と8888民主化運動の際よりもかなり少なかった。なお『ビルマVJ 消された革命』という映像作品で、このサフラン革命の一端を垣間見ることができる。

### 2008年憲法と国境警備隊（BGF）
この間も制憲国民会議は断続的に開かれ、新憲法制定の準備は着々と進んでいた。2008年4月27日にミャンマーを襲い、最終的に10万人以上の死者を出したサイクロン・ナルギスの被害も収まらない中、5月10日、新憲法案の是非を問う国民投票が行われ、投票率93.4%、賛成率92.4%で採択された。新憲法には（１）連邦議会の上下院議員の4分の1は軍人議員（２）大統領の要件として軍事に精通していること（３）国防相、治安・内務相、国境相の任命権は国軍司令官に（４）連邦分裂、国民の結束崩壊、主権喪失発生の危険性を有する非常事態の際には国軍総司令官に全権が委譲される（５）憲法改正の際には連邦議員の75%を超える賛成が必要といった条項があり、国軍の大幅な政治的関与が認められたものだった。なお憲法第59条(6)には、外国人の肉親がいる者は大統領になれないという旨の文言があり、これにより子供2人が外国籍であるスーチーが大統領になる道は絶たれた。
また新憲法20条第1項には「国軍は強固で時代に即した唯一の愛国軍である」と定められており、SPDCはこの条項にもとづいて従前の停戦合意を一方的に破棄し、あらためて各少数民族武装勢力に対して国軍傘下の国境警備隊（BGF）に編入するように要求した（のちに放棄）。しかし、NDA-K、カレンニー民族人民解放戦線（KNPLF）、民主カレン仏教徒軍（DKBA）を除くほとんどの武装勢力がこれに反発、2009年8月8日、コーカン地区で警察が銃器修理工場を麻薬製造拠点の疑いで捜査したことをきっかけに、警察とミャンマー民族民主同盟軍との間で武力衝突が発生。戦闘は2週間続き、3万人の避難民が中国へ退避、MNDAAのリーダー・彭家声は娘婿がリーダーを務める NDAAの第4特区（モンラー）に逃亡した。政府はこれに乗じてMNDAAの残党を国境警備隊に編入した。
そして2010年11月7日、新憲法にもとづいて30年ぶりに総選挙が行われ、国軍系の連邦団結発展党（USDP）が、連邦議会の議席の約80%を占める388議席を獲得して圧勝した（NLDは選挙に参加せず、解党処分）。その翌日の11月8日、国境警備隊編入を拒否したDKBAの分派・民主カレン慈善軍（DKBA）が、ミャワディの政府施設を攻撃し、2万数千人の住民がタイ側に逃れるという事件があったが、国軍はこれに反撃して数日以内に町の支配を回復した。

## 民政移管後

### 全国停戦合意
| 名前                                              | 停戦合意締結時期 |
| ------------------------------------------------- | ---------------- |
| ワ州連合軍（UWSA）                                | 2011年9月6日     |
| 民族民主同盟軍（NDAA）                            | 2011年9月7日     |
| 民主カレン慈善軍（DKBA）                          | 2011年11月3日    |
| シャン州復興評議会（RCSS）                        | 2011年12月2日    |
| チン民族戦線（CNF）                               | 2012年1月6日     |
| カレン民族同盟（KNU）                             | 2012年1月12日    |
| 新モン州党（NMSP）                                | 2012年2月1日     |
| カレン民族同盟/カレン民族解放軍平和評議会 （KPC） | 2012年2月7日     |
| カレンニー民族進歩党（KNPP）                      | 2012年3月7日     |
| アラカン解放党（ALP）                             | 2012年4月5日     |
| ナガランド民族社会主義評議会カブラン派 （NSCN-K） | 2012年4月9日     |
| パオ民族解放機構（PNLA）                          | 2012年8月25日    |
| 全ビルマ学生民主戦線（ABSDF）                     | 2013年8月5日     |

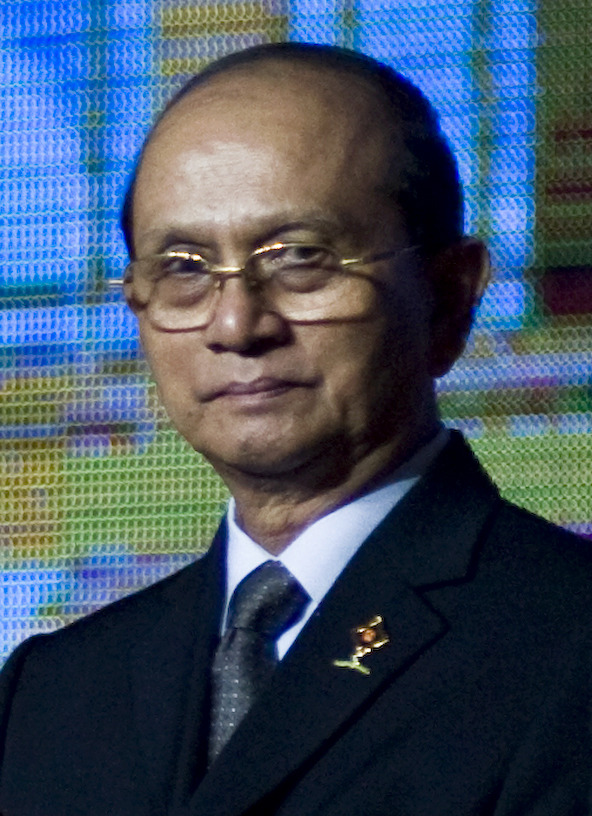
テインセイン

民政移管後、引退するつもりだったタンシュエは、大統領に野心的でない実直な人物という評のあったテインセインを、国軍総司令官に愛弟子で自分よりも20歳も若いミンアウンフラインを選んだ。2008年憲法の目的の1つは権力を大統領と国軍総司令官に分散し、それぞれに自らの地位を脅かさない人物を選び、ネ・ウィンの二の舞いならないことにあった。
そして2011年3月30日、テインセイン政権が発足。国名も「ミャンマー連邦」から「ミャンマー連邦共和国」に変更された。ただ23年に及ぶ軍政に終止符を打ったとはいえ、連邦レベルの閣僚47人中37人が国軍出身（うち現役が5人）、地方域・州の首相14人のうち13人が退役軍人、国・州・地方議会の議席の4分の1が現役軍人、USDPの議員の大半は退役軍人とその支持者、上級公務員の80%が退役軍人であり、実質軍政と変わらないとして、当初、テインセイン政権に対する期待はあまり高くなかった。しかし同年7月19日、ネピドーのアウンサンの肖像画の掛かる部屋でテインセインとスーチーの会談が実現すると、一気に改革が加速。政治犯の釈放、表現・報道の自由拡大、NLDの政党再登録、住民の反対の声が強かった中国との共同事業・ミッソンダム建設計画の凍結、各種経済改革などそのスピードは国内外の関係者を驚かせるほどだった。スーチーも非常に協力的で、国際政治の場でテインセインの改革への協力を各国に呼びかけた。
そしてテインセインは最重要課題である少数民族武装勢力との和平交渉にも乗り出した。当時、長年戦闘が続いていたKNU、シャン州軍南部（SSA-S）、KNPPだけでなく、国境警備隊編入の件でDKBA、SSA-N、KIAとの戦闘も再開していた。交渉の窓口となったのは、アウンミン大統領府大臣が政府外部から識者を集めて設立したミャンマー平和センター（MPC）だった。スタッフの大半は若いミャンマー人で、イグレスという新興の政策シンクタンクのメンバーが多く、海外留学帰りや博士号取得者、果ては元民主化活動家までも採用し、タンミンウーも特別顧問の1人に名を連ねた。
アウンミンは国境警備隊編入問題を棚上げし、国外で交渉したり、外国人オブザーバーを参加させたり（笹川陽平もこの一人）、これまでになかった柔軟な姿勢を見せ、その甲斐あって2011年から2012年の間に多くの少数民族武装勢力と停戦合意を結んだ。画期的だったのは、ミャンマー最古の少数民族武装勢力とも言われるKNUと初めて停戦合意を結んだことである。しかしもう1つの老舗少数民族武装勢力・KIAとの関係はむしろ悪化し、2011年6月、ついに17年にわたる停戦合意が破られ、国軍とKIAとの間で戦闘が再開、双方に多大な犠牲者を出し、10万人以上の避難民が出る事態となった。
こうした事態に対して、テインセインは各武装勢力と個別に停戦合意を結ぶのではなく、すべての武装勢力と包括的な全国停戦合意（NCA）を結ぶ方針に転換。当初は拒否していたKNU、KIAなど11の少数民族武装勢力が結集した統一民族連邦評議会（UNFC）との交渉に入った。90年代の停戦合意と違ったのは、件の停戦合意があくまでも軍事的なものだったのに対し、この全国停戦合意（NCA）は連邦制のあり方にまで踏みこんだより政治的なものだったということである。
2013年10月にはKIOのライザで一同が会する会議が開かれ、その後も交渉が続いて一旦まとまりかけたが、国軍総司令官・ミンアウンフラインが、国軍と各少数民族武装勢力が合流した連邦軍構想に難色を示して暗礁に乗り上げた。2014年11月には国軍がライザ近郊の戦闘幹部訓練施設に砲弾を撃ちこみ、23人が死亡・20人が負傷する事件が発生し、アラカン軍（AA）8人、タアン民族解放軍（TNLA）11人、チン民族軍（CNA）2人、全ビルマ学生民主戦線（ABSDF）2人と他の武装勢力の若者たちばかりが犠牲となった。2015年2月にはMNDAAが、国軍を急襲して2009年に奪われたラオカイを一時奪還。戦闘は4か月後に国軍優位で終息したが、この奪還作戦にはAAやTNLAも参加しており、全国停戦合意の行方はますます不透明になっていった。統一民族連邦評議会内でも推進派と慎重派との間で内紛が生じていた。結局、全国停戦合意（NCA）は2015年10月15日、KNUなど8組織だけが署名して成立したが、8組織の兵力は合わせて1万人ほどであり、非署名のUWSAの兵力2万人にも及ばなかった。

### ムスリム排斥
一方、テインセイン政権下で様々な分野で自由化が進んだことにより、ミャンマーではストライキや土地争議が頻発するようになった。裏では88年世代の元民主化活動家が暗躍していたと言われている。ハイライトはサガイン地方域のレッパダウン銅鉱山で、環境悪化を理由に住民だけではなく全国から活動家・僧侶が駆けつけて抗議運動に加わっていたが、2012年11月29日、治安部隊が催涙ガス、放水砲を使って強制排除に乗り出し、70人以上の負傷者が出た。事態打開のためにスーチーを委員長とする検討委員会が設けられたが、事業計画の透明性欠如や土地収用の補償の不十分性を指摘したものの、計画の続行自体は支持したので、多くの住民が彼女に失望した。
もう1つ、言論の自由が広がり、ネットが自由化されたことにより、Facebookにはムスリムヘイトが溢れるようになった。これは、アメリカの『タイム誌』の表紙に「仏教徒テロリストの顔」として紹介されたこともある、アシン・ウィラトゥが率いる969運動、それを受け継いだミャンマー愛国協会（マバタ）によって扇動されたものだった。そして、2012年5月にはラカイン族の少女が、ロヒンギャの男性に強姦されて殺害された事件をきっかけに両者の間に衝突が発生。10月までに150人以上が死亡、10万人以上の避難民が出る惨事となった。この事件以降もラカイン州ではムスリムと仏教徒の衝突が頻発、ラカイン州以外でもメイティーラ、ヤンゴン近郊のオッカン、ラーショーで反ムスリムの暴動が発生し、多数の死傷者が出た。またこの宗教問題は海外にも飛び火し、2013年4月、インドネシア・スマトラ島で多数派のロヒンギャ難民が少数派の仏教徒難民を8人殺害する事件が発生、マレーシアでは仏教徒ミャンマー人を狙った襲撃事件が頻発した。2015年にはムスリムに対して差別的な民族保護法4法（改宗法、女性仏教徒の特別婚姻法、人口抑制保健法、一夫一婦法）が成立した。

### NLD政権成立

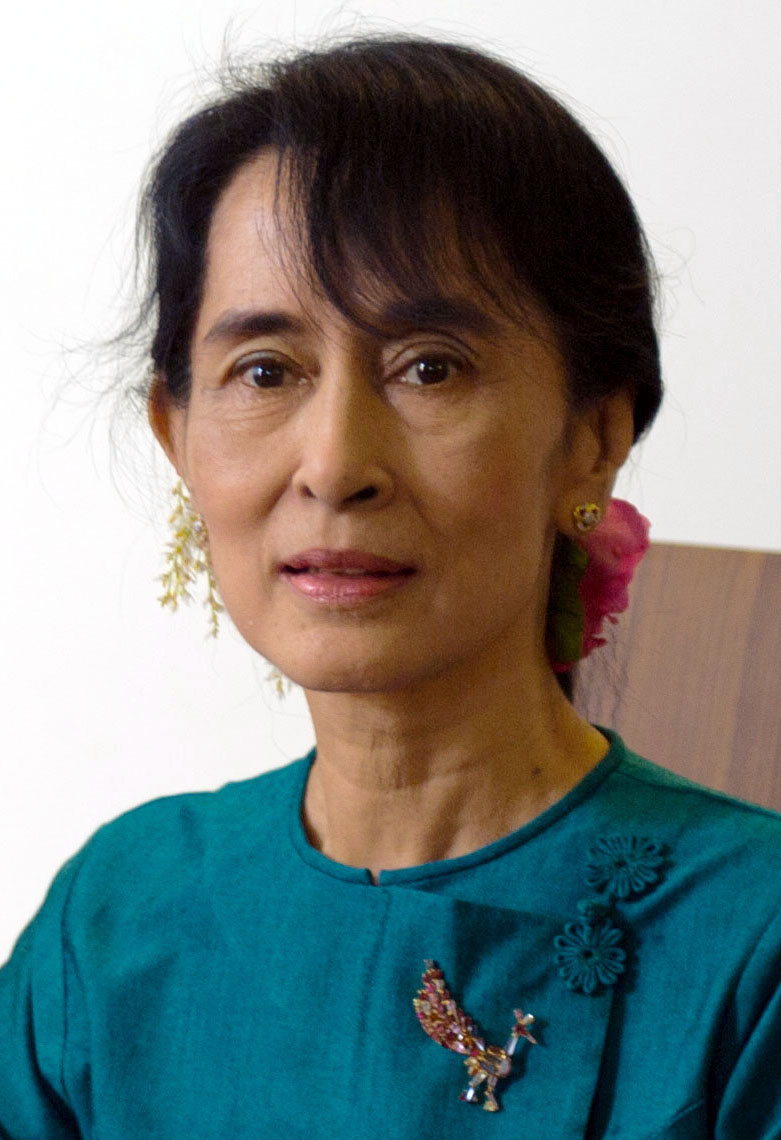
アウンサンスーチー

そして2015年11月18日に実施された総選挙でスーチー率いるNLDは、国政選挙で約80%の議席、地方選挙で4分の3の議席を獲得して圧勝、USDPはともに惨敗した。ただミャンマーの総選挙は完全小選挙区制で行われるので、議席数にこそ差はついたものの、得票率はNLDが約60%、USDPが約30%とUSDPも国民の3分の1という一定の支持を得ていた。NLD関係者・支持者が恐れたのは選挙結果を反故にした1990年選挙の再来だったが、選挙後、スーチーはテインセイン、ミンアウンフラインと相次いで会談。12月15日にはタンシュエとも会談して「彼女が将来の国のリーダーになることは間違いない」 という発言を引き出し、円滑な政権移行への協力への約束を取りつけた。
NLD政権は21人全員男性で、平均年齢は当時のスーチーの年齢の71歳を超えていた。論功行賞的な人事は避けられ、学者、医師、エンジニアなど多数の民間人が登用されたが、その多くが修士号・博士号持ちの学歴重視。ただ地方域・州知事にはNLDの古参幹部が多数選ばれた。大統領に選ばれたのはティンチョーというスーチーの高校の1年後輩で、高名な詩人を父に持ち、ロンドン大学でコンピューター・サイエンスの学位を取り、財務官僚として働いたことがあり、当時はスーチーの母の名前を冠したドー・キンチー財団の幹部だった。人望は厚かったが、NLDの幹部でもなく、2015年の選挙にも出馬しておらず、国民の間ではほとんど無名だった。いずれにしろ2008年憲法により、国軍の大幅な国政関与が認められており、NLD政権としては慎重な政権運営が求められた。
しかし、スーチーは当初より国軍に敵対的態度を取った。新政権において、スーチーは外大臣、大統領府大臣、教育大臣、電力・エネルギー大臣などいくつもの大臣を兼任していたが、外国籍の子供がいるせいで憲法の規定により大統領にはなれなかった。ところがスーチーは、ここで国家顧問というポストを創設してその地位に就くという手に出たのである。これは憲法の規定を完全に骨抜きにする行為であり、民主主義を無視していると国内外から大きな批判を浴びた。USDPの議員や軍人議員はもちろんこの案に反対したが、NLDが圧倒的多数を占める議会で賛成多数で可決。この国家顧問創設の入れ知恵をしたのは、NLDの法律顧問でムスリムのコーニーだったが、彼は2017年1月29日にヤンゴン国際空港の玄関を出たところを射殺された。元陸軍少佐の犯行が疑われているが、現在も逃亡中で真相は不明である。さらに、国軍総司令官・ミンアウンフラインは国防と治安問題を扱う国防治安評議会の開催を再三要求したが、国軍派が過半を占める会議の構成を嫌ってか、スーチーは1度もこれに応じず、ミンアウンフラインとの関係は冷えきっていった。

### 21世紀パンロン会議の失敗
そんなスーチーだったが、ミャンマーの喫緊の課題は少数民族武装勢力との和解ということは理解していた。しかしスーチーは少数民族武装勢力との和平交渉に入るにあたって、テインセイン政権下で獅子奮迅の活躍をしたミャンマー平和センター（MPC）を解散させ、代わりに国家顧問府直轄の自らを長とする、国家和解平和センター（NPRC）を設立。そしてその実質的な交渉役に彼女の主治医のるティンミョーウィンを任命した。彼は8888民主化運動に関わった活動家で、自宅軟禁中のスーチーの連絡役であり、軍医の経験はあったが、政治経験は皆無だった。そしてスーチーは2016年から2020年にかけて計4回、21世紀パンロン会議を主催して、少数民族武装勢力との和平交渉を進めたが、結局、NMSPとラフ民主同盟（LDU）という小さな組織が停戦合意を結んだだけで、成果は乏しかった。
これ以外にも、AAに対して強硬姿勢を取ったり、モン州のモーラミャインと島を結ぶ橋をアウンサン将軍橋と名づけたり、チン州でアウンサン将軍像建設計画を持ち上げたり、カレンニー州で公園に設置されたアウンサン将軍像を取り囲んで撤去を求める住民に対して警察がゴム弾と催涙弾を撃ちこんで多数の負傷者を出す事件が発生したりと、NLD政権下で少数民族の人々の関係はむしろ悪化していった。

### ロヒンギャ危機
ミャンマー最大の少数民族問題はロヒンギャである。スーチーは、ロヒンギャ問題に本格的に取り組むべく、2016年8月、元国連事務総長・コフィー・アナンを長とするラカイン州諮問委員会を設置した。しかし同年10月19日、ラカイン州の国境警備隊の複数の監視所を何者かが襲撃し、警察官9名が殺害される事件が発生。この時、武装勢力は「ハルカ・アル・ヤキン」（信仰の運動）と名乗っており、サウジアラビア出身のムスリムがリーダーで、豊富な資金を持ち、外国で訓練を受けていたということしかわかっていなかった。

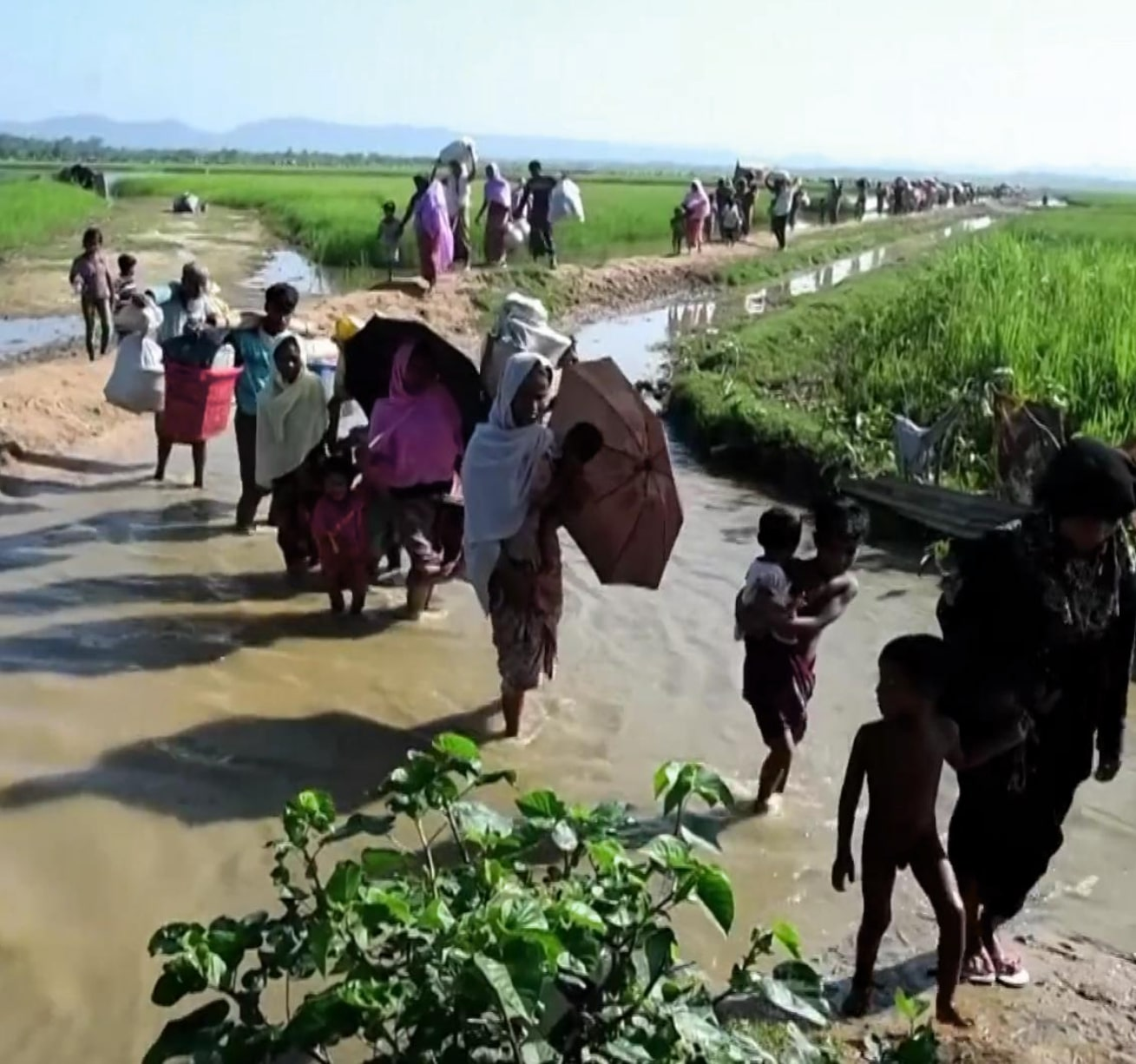
ミャンマーを追われ、バングラデシュに渡るロヒンギャの人々（2007年）

そしてラカイン州諮問委員会が最終報告書を提出した翌日の2017年8月25日、今回はアラカン・ロヒンギャ救世軍（ARSA）と名乗っていた約5000人武装勢力が、再びラカイン州の複数の警察署を襲撃し、数日間の戦闘で治安部隊に14人、公務員に1人、件の武装勢力に371人の死者が出る事件が発生した。襲撃直後、政府はARSAをテロ組織に認定し、ティンチョー大統領は事件が起きたラカイン州北部を軍事作戦地域に指定して、軍事作戦の遂行を許可した。これを受けて国軍はロヒンギャ住民の殺害や村々の放火を伴う激烈な掃討作戦を展開し、約70万人と言われるロヒンギャ難民がバングラデシュに流出する事態を引き起こした。
この国軍の掃討作戦に対して、国際社会ではジェノサイドとの批判が高まり、これを認めないスーチーの国際的名声も失墜した。ただ、ミャンマー国内では、皮肉にもロヒンギャを嫌う多くの国民がスーチーと国軍を支持した。同年9月から10月にかけて国軍総司令官のミンアウンフラインが「1942年の未完の仕事をやり遂げる」という発言を繰り返すと、彼のFacebookアカウントのフォロワーが激増した。「1942年の未完の仕事」とは、イギリス軍側についたロヒンギャの部隊・Vフォースの攻撃によって2万人以上のラカイン族が殺害されたとされることに対する復讐のことだった。

### 国軍の利権構造破壊と中国重視の外交政策
派手な外交に隠れがちだったが、NLD政権は国軍の利権構造を破壊しにかかっていた。まず内務省総務局（GAD）という地域住民の監視、土地の管理や徴税、住民登録、地域の苦情処理という業務を担当する行政組織を内務省管轄下から大統領直轄下に移動させた。これは国の隅々に張り巡らした、言わば国軍の血脈を奪う行為に等しく、国軍には絶対に受け入れられないことだった。またNLD政権は、宝石法という法律を改正して取引の透明化を図ったり、国軍との親密な関係にあると言われるカレン国境警備隊（現・カレン民族軍）領土内の違法産業を取り締まろうとしたり、国軍の利権に直接メスを入れ始めた。そして2020年には否決覚悟とはいえ、国軍の政治関与を大幅に削減する憲法改正案を議会に提出したのである。
またスーチーは中国と蜜月関係を築き始めていた。1990年代から民政移管するまで中国がミャンマーの最大のパートナーだったものの、長年の確執から国軍の中国にたいする警戒心は相当なもので、テインセイン政権になって欧米からの経済支援が復活すると、徐々に中国と距離を置くようになり、雲南省とチャウピューを結ぶ鉄道・ 道路建設計画に反対したり、中国資本が入ったミッソンダム建設計画を住民の反対を汲み入れて白紙撤回したりした。しかし2017年のロヒンギャ危機により西側諸国との関係がギクシャクしたことにより、スーチーは中国へ接近。2020年1月にはネピドーでスーチーと習近平党総書記は運命共同体宣言をし、スーチーは「世界が終わるまで中国に足並みをそろえる以外にない」とまで述べた。

この一連の動きが国軍を刺激したのは想像に難くない。タンシュエは2010年3月27日、軍政支配下最後の国軍の日の記念式典でこう述べていた。
「われわれ（軍）は必要とあればいつでも国政に関わる」
「選挙に参加する政党は、民主主義が成熟するまで自制、節度を示すべきだ」
「民主化の誤ったやり方は無秩序を招く」
「失敗すると、国と国民を危険にさらしてしまう」

「外国からの影響力に頼ることは絶対に避けねばならない」

## SAC時代

### 2021年ミャンマークーデター

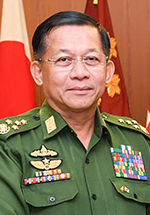
ミンアウンフライン

2020年11月8日に執行されたミャンマー連邦議会の総選挙では、与党・NLDが前回・2015年の選挙を上回る396議席を獲得し、改選議席476議席のうち8割以上を占める結果となった。敗北を喫した国軍とUSDPは総選挙に不正があったとして抗議を行い、国軍支持者からは選挙の調査を求める声が挙がった。
2021年2月1日未明、国軍はウィンミン大統領、アウンサンスーチー国家顧問、NLD幹部、NLD出身の地方政府トップら45人以上の身柄を拘束。ウィンミン大統領とアウンサンスーチー国家顧問は首都ネピドーにあるそれぞれの自宅に軟禁された。
そして、国軍出身のミンスエ第一副大統領が大統領代行（暫定大統領）に就任し、憲法417条の規定に基づいて期限を1年間とする非常事態宣言の発出を命じる大統領令に署名、国軍が政権を掌握した。また、ミンアウンフライン国軍総司令官に立法、行政、司法の三権が委譲され、ミンアウンフラインは直ちに国家行政評議会（SAC）を設立、その長である国家行政評議会議長に就任した。旧政権の閣僚24人は全員が解任され、新たに11人の閣僚が任命された。

### 内戦激化
クーデターに反発したNLD所属の連邦議会議員らは、主体となって独自の議会として連邦議会代表委員会（CRPH）を設立。さらに彼らは、4月16日、国民統一政府（NUG）を設立。そして、各地に勃興しつつあった小規模な反政府武装組織を事後承認する形で、5月5日、国民防衛隊（PDF）の発足を宣言した。9月7日、NUG大統領代行・ドゥワラシラーは「自衛のための戦争」（英語: Defensive war）を宣言、実質の宣戦布告をした。
クーデターを機にミャンマー内戦は大きく変容した。それまでの内戦は、中央政府および国軍と少数民族武装組織の対立というのが主要構図で、主に戦地となっていたのはカレン州、シャン州、カチン州などの東部から北東部にかけての山岳地帯と、西部のラカイン州であった。しかし、クーデター後にはこの構図が大きく変わり、ビルマ族が大半を占めるPDFが、長年戦地となってこなかったザガイン地方域、マグウェ地方域、バゴー地方域などビルマ族が多数を占める地域で、国軍の部隊と衝突した。
転機になったのは、2023年10月27日に三兄弟同盟によって発動された1027作戦で、この作戦の成功により、MNDAAはコーカンを奪還、TNLAも領土を大幅に拡大した。そして、国軍の弱体化を読み取った各少数民族武装勢力は、これを機に一気に国軍に攻勢をかけ始め、KIAは0307作戦を、KNDFは1111作戦を発動、AAも停戦合意を放棄して国軍への攻撃を再開した。戦線の拡大に対応しきれない国軍は連戦連敗を繰り返し、2024年2024年8月3日には、MNDAAがシャン州・ラーショーを制圧して北東軍管区司令部を占拠、同年12月21日には、AAが、ラカイン州・アンを制圧して、西部軍管区司令部を占拠した。
一方、NUGは国際社会の支援を得られず、国内では少数民族武装勢力どころか、PDFすらまとめきれず、存在感を失っていった。かくして、「民主主義のための戦い」で始まった2021年クーデター以降の内戦は、「民主化運動から民族闘争への変質」（工藤年博）していき、各地に軍閥が勃興する様相を呈してきた。

### 中国の介入
しかし、これを見た中国が内戦に介入してきた。ミャンマー国内に多数の経済利権を有する中国は、これ以上の戦線拡大を望まず、SAC支持の立場を明白に打ち出した。ラーショー陥落直後の8月5日、王毅外交部長が訪緬してミンアウンフラインと会談、SAC支持を明言しつつ、「中国を中傷し、貶めるいかなる言動にも反対する」と釘を差した。そして11月上旬、昆明で開催されるメコン川流域６か国首脳会議に出席するため、ミンアウンフラインはクーデター後初めて訪中し、李克強首相と会談、両国の友好関係を強くアピールした。2025年5月9日には、訪問先のモスクワで、ついにミンアウンフラインと習近平総書記の会談が実現。習近平は「中国は、ミャンマーが国の状況に沿った発展の道を歩み、主権や独立を守ることを支持する」と述べた。
また、中国のこの動きを見た周辺諸国も、これまでの慎重姿勢から方針転換。大きな被害を出した地震直後の4月3日～4日にバンコクで開催されたBIMSTEC首脳会議にミンアウンフラインも出席し、タイのペートンターン・シナワット首相やインドのナレンドラ・モディ首相など各国首脳との写真撮影を行い、タイのタクシン元首相が主催する夕食会に出席して、ASEAN議長国のマレーシア首相・アンワル・イブラヒムとも会談した。ミンアウンフラインがASEAN首脳陣と交流する姿は、SACの国際社会復帰を強く印象づけ、民主派からは震災の政治利用と批判された。

### 国家安全保障・平和委員会（SSPC）の設置
こうした中、戦況も変化していた。1027作戦以降、劣勢に立たされ続けてきた国軍だが、徴兵制の導入とドローン戦術の高度化により次第に攻勢に出始め、2025年7月までに反政府勢力に占領されていた101の町のうち、ザガイン地方域・コーリン（2024年2月2日）、カレン州・ミャワディ（2024年4月23日）、シャン州・シーサイン（2024年3月29日）、ラーショー（2025年4月21日）、モービィ（2025年7月15日）、ナウンチョー（2025年7月1日）、タベインチン（2025年7月22日）の7つの町を奪還した。
また、2025年7月7日、トランプ米大統領がミンアウンフライン宛に新たな関税率の設定（40%）を通知する書簡を送り、これを奇貨としてミンアウンフラインは、トランプ宛にアメリカの経済制裁解除を求め、高官級の関税交渉チームをワシントンに派遣する提案をした。アメリカはミャンマーのレアアースに関心を持っているとも伝えられる。いずれにせよ、ミンアウンフラインはトランプからの書簡を自らの権力の正当化に利用したと言える。
同年7月31日、SACは国家安全保障・平和委員会（State Security and Peace Commission：SSPC）の改組され、2021年2月以来、4年半ぶりに緊急事態宣言を解除した。2025年12月に総選挙を実施して、選挙で選ばれた政権に権力委譲される予定だが、これが必ずしもミャンマーの平和には繋がらないという指摘もなされている。

## 主な武装勢力

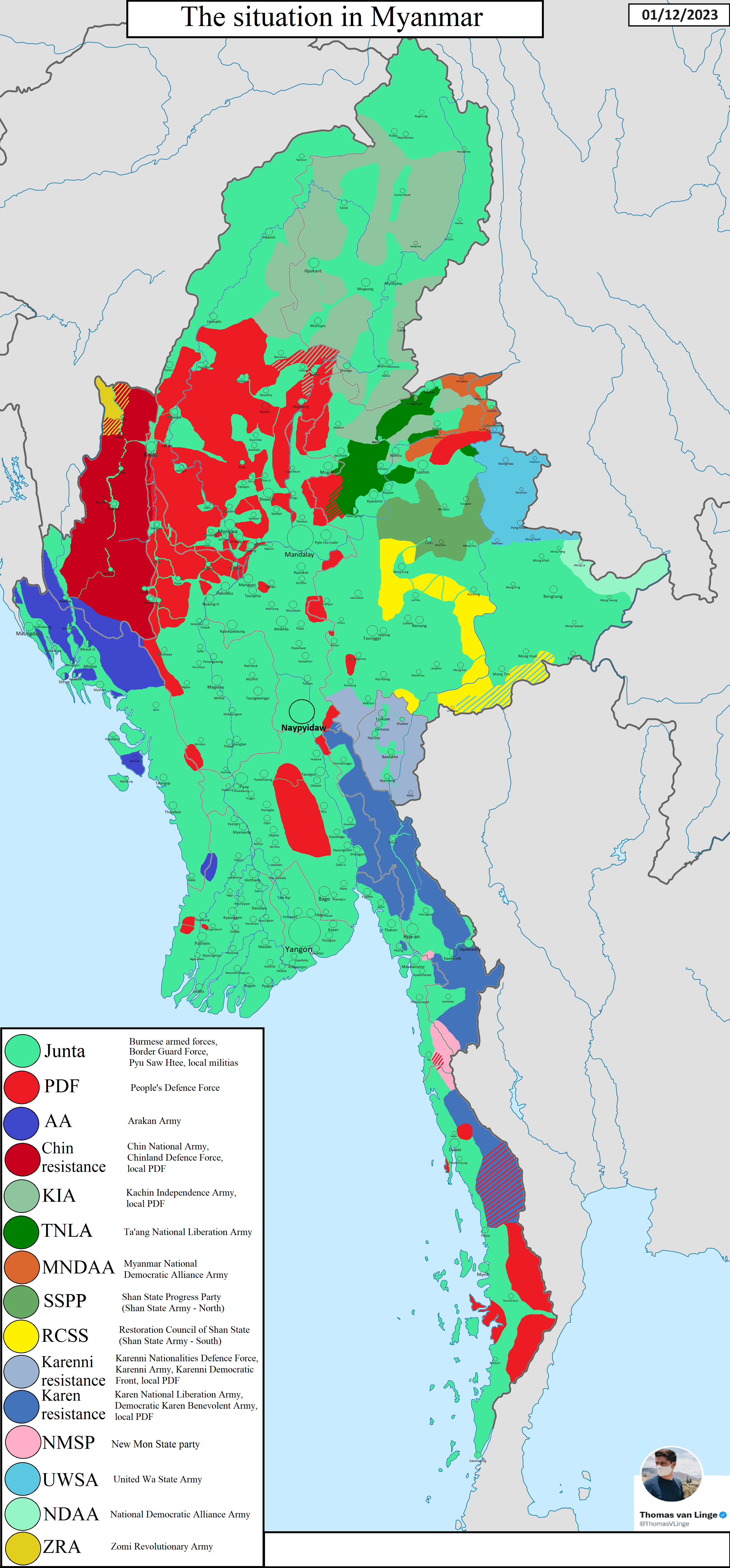
戦局図（2023年）

ミャンマーには100以上の少数民族が存在するが各民族が各々に独自の武装勢力を結成している。ミャンマー政府からはひとくくりに民族武装組織 (ethnic armed organisations; EAOs) と呼ばれている。多くの勢力が分派と合併、再編を繰り返しており外部の人間が全容を把握することは困難である。
全てが反政府というわけではなく、組織同士あるいは組織内部での対立により政府側についた組織も存在する。

### 少数民族武装勢力（EAO）

#### 現存勢力
連邦政治交渉協議委員会 (FPNCC)
- ワ州連合軍（UWSA）
- シャン州軍 (北) （SSA-N）
- シャン州東部民族民主同盟軍 (NDAA-ESS)
- 北部同盟
  - カチン独立機構（KIO） - 軍事部門：カチン独立軍（KIA）
  - 三兄弟同盟 (3BHA)
    - ミャンマー民族民主同盟軍（MNDAA）
    - パラウン州解放戦線 - 軍事部門：タアン民族解放軍(TNLA)
    - アラカン統一連盟 （英語版） - 軍事部門：アラカン軍 (AA)

7EAO同盟
- シャン州軍 (南) (SSA-S) - 軍事部門：シャン州復興評議会 (RCSS)
- 民主カレン慈善軍 (DKBA)
- 新モン州党（NMSP） - 軍事部門：モン国民解放軍（MNLA）
- ラフ民主同盟 (LDU)
- パオ民族解放機構(PNLO) - 軍事部門：パオ民族解放軍(PNLA)
- カレン民族同盟/カレン民族解放軍平和評議会 (KPC)
- アラカン解放党（英語版） (ALP) - 軍事部門：アラカン解放軍 (ALA)

その他
- カレン民族同盟 (KNU) - 軍事部門：カレン民族解放軍（KNLA）
- コートレイ軍（KTLA）- カレン民族同盟（KNU）から分派。
- カレン民族軍（KNA）- 民主カレン仏教徒軍（DKBA）から国境警備隊（BGF）に再編後、2024年、ミャンマー政府と決別して結成。
- アラカン軍 (カレン州) - ラカイン州のアラカン軍（AA）とは別物。
- カレンニー民族進歩党(KNPP) - 軍事部門：カレンニー軍（KA）
- カヤン新領土党（KNLP）
- カレンニー民族人民解放戦線（KNPLF）
- シャンニー民族軍（SNA）
- ダヌ人民解放戦線（DPLF）‐ 軍事部門：ダヌ人民解放軍(DPLA)
- パオ民族機構 (PNO) - 軍事部門：パオ民族軍（PNA）- 国軍傘下の民兵に改編。
- チン民族戦線 (CNF)  - 軍事部門：チン民族軍 (CNA)
- クキ民族軍（KNA）
- ナガランド民族社会主義評議会(NSCN) - カプラン派 (NSCN-K)と イサック・ムイヴァ派 (NSCN-IM)に分裂。
- アラカン・ロヒンギャ救世軍（ARSA）
- ロヒンギャ連帯機構 (RSO)
- アラカン・ロヒンギャ軍（英語版）（ARA）
- ロヒンギャ・イスラミ・マハズ（英語版）（RIM）
- タボイ解放戦線
- ワ民族軍（WNA）

#### 過去に存在した勢力
- モン・タイ軍（MTA） -1996年に降伏。

- シャン州軍（SSA） - 1976年に分裂。
- シャン州民族軍（SSNA）- 2005年に降伏。一部がシャン州軍 (南) (SSA-S)に合流。

- シャン州民族解放機構 (SSNPLO) -降伏。
- モンコー防衛軍（MDA）- 2000年に崩壊。

- カチン新民主軍（NDA-K）- 国境警備隊に改編。
- カチン防衛軍（KDA）- 国軍傘下の民兵に改編。
- ムジャーヒディーン (ミャンマー)
- ロヒンギャ愛国戦線（RPF）
- ロヒンギャ解放党（RLP）
- アラカン・ロヒンギャ・イスラム戦線 (ARIF)

### 少数民族武装勢力に分類されない武装勢力

#### 現存勢力
- 全ビルマ学生民主戦線(ABSDF) - ビルマ族主体の民主化勢力。一部はEAOs勢力と合流。

- ビルマ共産党 (CBP) - 軍事部門：人民解放軍（PLA）- 1989年に崩壊し、ワ州連合軍（UWSA）などのEAOsが分裂して誕生した。2021年に旧構成員によりビルマ共産党の再興が宣言された。

#### 過去に存在した勢力
- 赤旗共産党（RFCP）
- 人民義勇軍（PVO）
- アラカン共産党（CPA）

- 雲南反共救国軍（中国国民党軍、KMT） - 第二次国共内戦によって中華民国国軍の残余の一部がビルマ国内に転進して来たもの。
- 議会制民主主義党（PDP）- 元首相ウー・ヌが泰緬国境地帯で結成した政治組織。
- 神の軍隊 - カレン族の10歳の双子の兄弟をリーダーにして、1990年代後半 - 2000年代半ばにかけてミャンマー・タイ国境地帯でゲリラ戦を展開していた武装組織。

### 国民防衛隊（PDF）
- バマー人民解放軍（BPLA）
- ビルマ国民革命軍（BNRA）
- チン民族防衛隊（CNDF）
- チンランド防衛隊（CDF）
  - チンランド防衛隊 (ミンダッ)（CDFミンダッ）
- ゾミ連邦同盟（ZFU）‐ 軍事部門：PDFゾーランド
- カレンニー諸民族防衛隊（KNDF）
- マンダレーPDF（MDY-PDF）
- 人民革命同盟 (マグウェ)（PRA）
- 学生武装隊（SAF）
- シャン南部PDF（SSPDF）

### その他
- 国境警備隊（BGF）

- ピューソーティー民兵

## 過去の少数民族武装勢力の同盟
人民民主戦線（People’s Democratic Front：PDF）（1951年 - 1955年）
- ビルマ共産党（CPB）
- 赤旗共産党（CPB-R）
- 人民同志党（People’s Comrade Party：PCP） - アウンサウンが作った義勇兵組織・人民義勇軍（PVO）から派生した組織。
- 革命ビルマ軍（Revolutionary Burma Army：RBA） - 国軍内の親共産党グループ。
- アラカン人民解放党（Arakan People’s Liberation Party：APLP）-民族主義者のラカイン族の僧侶、ウー・セインダが結成した組織。

RBAのCPBへの合流以外芳しい成果を上げられず、1950年5月にピイが国軍によって奪還されると消滅した。
民主民族主義者統一戦線（Democratic Nationalities United Front：DNUF）（1956年 - 1958年）
- カレン民族同盟（KNU）
- カレンニー民族進歩党（KNPP）
- モン人民戦線（Mon People’s Front：MPF）
- 統一パオ民族主義者機構（UPNO）-カレン民族同盟（KNU）の副議長を務めていたパオ族ナショナリストのウー・フラペが結成した組織。

1958年にモン人民戦線とパオ民族機構が政府に帰順して消滅。
民族民主統一戦線（National Democratic United Front：NDUF）（1959年 - 1975年）
- ビルマ共産党（CPB）
- カレン民族統一党（Karen National United Party：KNUP）
- カレンニー民族進歩党（KNPP）
- チン民族前衛党（Chin National Vanguard Party：CNVP）
- 新モン州党（NMSP）
- パオ民族解放機構（PNLO）

親共産主義同盟。 民族より階級を重視するビルマ共産党との意見の相違により解散。
諸民族解放同盟（Nationalities Liberation Alliance：NLA）（1960年 - 1963年）
- カチン独立機構（KIO）
- カレンニー民族進歩党（KNPP）
- コートレイ革命評議会（Kawthoolei Revolutionary Council：KRC） - カレン民族同盟（KNU）の行政部門。
- ヌム・スク・ハーン - シャン族の武装勢力

何もなしえず、1963年、KRC議長・ソー・ハンター・タムウェ（Saw Hunter Thamwe）が政府に逮捕され解散。
統一民族戦線（United Nationalities Front：UNF）（1965年 - 1966年）
- カレン民族同盟（KNU）
- カレンニー民族進歩党（KNPP）
- カヤン新領土党（KNLP）
- ゾミ民族戦線（Zomi National Front：ZNF）
- シャン州戦争評議会 (Shan State War Council: SSWC)

何もせずたった1年で解散。
民族統一戦線（Nationalities United Front：NUF ）(1967年 - 1973年)
- カレン民族統一党（Karen National United Party：KNUP）
- カレンニー民族進歩党（KNPP）
- カヤン新領土党（KNLP）
- 新モン州党（NMSP）
- ゾミ民族戦線（ZNF）
- シャン州民族人民解放機構（Shan State Nationalities People’s Liberation Organization：SSNPLO）

左派連合。1969年、左翼的すぎるという理由で新モン州党が脱退し、1973年に解散。
革命民族同盟（Revolutionary Nationalities Alliance：RNA）（1973年 - 1975年）
- カレン民族同盟（KNU）
- カレンニー民族進歩党（KNPP）
- カヤン新領土党（KNLP）
- シャン州進歩党（SSPP）

穏健左派路線。1975年、民族民主戦線（National Democratic Front：NDF）に引き継がれる。
民族民主戦線（National Democratic Front：NDF）（1975–1990年代半ば）
革命民族同盟（RNA）→連邦民族民主戦線（Federal National Democratic Front：FNDF）→民族民主戦線（NDF）とカレン民族同盟（KNU）のボー・ミャ議長が結成に尽力した組織。長年にわたりカレン民族同盟の本拠地マナプロウで定期会合を開き、この時点で唯一維持に成功した同盟組織。しかしビルマ共産党に協力するか否かで路線対立が露わになり、90年代に入って次々と加盟組織が政府と停戦合意を結ぶに及び、有名無実化した。
ビルマ民主同盟（Democratic Alliance of Burma:DAB）(1988年 - ？)
1988年、民族民主戦線（NDF）のメンバーと民主派武装組織など21組織が結成。しかしここも加盟組織が政府と停戦合意を結ぶに及び、有名無実化。
全民族人民民主戦線（All Nationalities People’s Democratic Front：ANPDF)（1989–？）
- カヤン新領土党（KNLP）
- カレンニー民族人民解放軍 (Karenni National People's Liberation Force：KNPLF)
- シャン州諸民族人民解放機構（SSNPLO）
- 民主愛国軍（Democratic Patriotic Army：DPA）- 1988年民主化運動ののち、ビルマ共産党が自らの軍隊・人民軍（PA）を再編成した組織。

ビルマ共産党から支援を受けていた小規模な武装勢力がビルマ共産党崩壊後に結成した組織。民主愛国軍は1994年ごろに消滅し、他の武装勢力も政府と停戦合意を結んで消滅。
ビルマ統一民族連邦評議会（United Nationalities Federal Council：UNFC）（2011–2019）
停戦合意に向けて各少数民族武装勢力が協力することを目的とした同盟。